# Miniatura ottoniana
La miniatura ottoniana è l'arte di decorare i libri che si sviluppò nelle terre del Sacro Romano Impero (fond. Germania e Nord Italia) a partire dalla metà del X secolo (ascesa al trono di Ottone I) alla fine del XI secolo (fine del regno di Enrico III). L'orizzonte temporale di questa produzione artistica travalica i tempi della dinastia ottoniana propriamente detta e si protrae fino al regno del secondo sovrano della dinastia salica. Erede diretta della miniatura carolingia e sensibile agli influssi della miniatura bizantina, in ragione del legame tra la dinastia tedesca e quella imperiale greca, la produzione libraria del tempo sviluppò uno stile originale che confluì con toni fondanti nell'immediatamente successiva miniatura romanica.
L'arte libraria ottoniana non si rivolgeva direttamente ai modelli dell'Antichità (salvo rarissime eccezioni), come invece quella carolingia, bensì si appoggiava alla miniatura carolingia pur sviluppando tramite essa un linguaggio autonomo e omogeneo. Epigono di questa corrente artistica fu il Maestro del Registrum Gregorii la cui opera produsse soggetti figurativi statuari, inquadrati in spazi stratificati supportati da architetture e mobilio realistici, in un pacato equilibrio classicheggiante di pieni e vuoti. I colori sono scelti in maniera da amalgamarsi gradevolmente, con un ampio ricorso alle lumeggiature per evidenziare i volumi. Gli altri artisti del tempo non seppero però sempre evolvere il linguaggio di questo maestro, spesso ripetendolo con mero accademismo che trasformò l'impronta classicheggiante in fissità.
L'influenza carolingia è visibile soprattutto nella prima fase della produzione ottoniana: es. nell'Evangelistario di Gerone e nel gruppo di manoscritti a esso collegati derivanti dall'Evangeliario di Lorsch, commissionato da Carlo Magno. Importantissima fu l'influenza dei libri di Carlo il Calvo, che, oltre a essere i più vicini cronologicamente, corrispondevano a un'azione politica per alcuni aspetti simile a quella degli Ottoni. Perfino lo stile franco-sassone, degli ultimi anni di Carlo il Calvo, venne ripreso dalla miniatura ottoniana, come dimostrano i vangeli donati dalla famiglia imperiale all'Abbazia di Quedlinburg e quelli oggi conservati quasi integralmente a Reims.
Differentemente dai Carolingi, gli Ottoni ed i Salici non promossero però la fondazione di Scholae e Scritporia in seno alla corte, appoggiandosi ad opifici monastici, spesso già carolingi o pre-carolingi (come il caso di Colonia) tra cui primeggiarono Reichenau, Colonia, Magonza e Ratisbona. Tutti «ateliers nei quali si elaboravano modi compositivi originali e sempre di cultura assai raffinata.»
Come per la miniatura carolingia, anche la miniatura ottoniana è l'unico valido esempio della vitalità e degli indirizzi culturali prevalenti nelle arti pittoriche dell'impero in quegli anni, essendo la coeva pittura murale in gran parte perduta.

## Origini e committenza

I territori del Sacro Romano Impero nel 972, sotto Ottone I, e nel 1032, sotto Corrado II.

Due fenomeni sono all'origine dello sviluppo di un'arte della miniatura specifica del periodo ottoniano. 
Anzitutto, un movimento di riforma ebbe luogo in diversi monasteri benedettini nel Sacro Romano Impero: in primis l'Abbazia di Gorze, vicino Metz, riformato nel 933, e poi l'Abbazia di San Massimino (Treviri), riformata nel 934. La riforma, promossa dall'arcivescovo Adalberone I di Metz e nota come Riforma di Gorze, si estese gradualmente a tutta la Germania, coinvolgendo circa 200 cenobi, creando una rete di case affiliate connesse fra loro in modo molto elastico (con centri preminenti nelle abbazie di Fulda, Niederaltaich, Einsiedeln e Sant'Emmerano) sottoposte ad una signoria laica che aveva il compito di garantire il benessere economico delle strutture. Questo fu l'humus che stimolò lo sviluppo di scriptoria specializzati, potendo ora i benedettini tedeschi dedicarsi all'arte libraria essendo il loro sostentamento garantito.
La dinastia degli Ottoni, giunta alla guida dell'Impero nel 936, favorì la Riforma di Gorze per creare un'alleanza tra questa rete di monasteri benedettini e il nuovo potere temporale, facendone strumento per una renovatio culturale che prese il nome di Rinascita ottoniana. I sovrani furono, non a caso, i primi a ordinare opere dalle abbazie. Cercarono così di affermarsi come i protettori del cristianesimo, le miniature moltiplicando le rappresentazioni simboliche di questo potere. Questi manoscritti, che contengono spesso il ritratto dell'imperatore, sono poi destinati agli uffici che si svolgono a corte, o anche offerti ai più grandi santuari dell'Impero. Ottone I (r. 962-973) si circondò di studiosi. Ottone II (r. 967-983) proseguì le scelte politiche paterne e il suo matrimonio con la principessa bizantina Teofano ebbe anche importanti implicazioni culturali: ella stessa di buona cultura, fu accompagnata in Germania da chierici e artisti greci che dettero un fondamentale contributo allo sviluppo dell'arte ottoniana. L'istruzione del futuro imperatore Ottone III (r. 966-1002) venne affidata all'arcivescovo Villigiso di Magonza, a Bernoardo di Hildesheim (futuro vescovo di Hildesheim) e Giovanni Filagato (cappellano di Teofano e futuro arcivescovo di Piacenza) che gli insegnò il greco ed a Gerberto di Aurillac che gli insegnò l'aritmetica, la musica e la filosofia.
La biblioteca ottoniana fu particolarmente ricca, come sappiamo dall'elenco dei libri offerti da Enrico II il Santo (r. 1014-1024). Quest'ultimo donò vari manoscritti di Boezio (De arithmetica appartenuto a Carlo il Calvo), di Livio, di Seneca, di Giustiniano (Istituti), di Isidoro di Siviglia (De natura rerum), di Cassiodoro (Institutiones), nonché l'Historia di Richerio di Reims (offerto all'imperatore da Gerberto). Gli ottoniani furono anche i finanziatori di manoscritti di lusso, ma non sembra che avessero riunito artisti a corte: tali manoscritti vennero realizzati presso l'abbazia di Corvey, Fulda e soprattutto a Reichenau, da dove proviene l'Evangeliario di Ottone III e l'Evangeliario di Liutario, rappresentazioni imperiali di grande valore per la loro cura e per il loro senso politico.
Se escludiamo l'apporto degli imperatori ottoniani (e delle loro mogli/madri), il sostegno da parte dei mecenati alla vita culturale del tempo fu, in definitiva, un fenomeno assai raro, con la Germania la regione più attiva in tal senso grazie all'impegno degli alti ecclesiastici. Le case monastiche ed episcopali, già citate per le loro scuole, furono spesso infatti anche centri di produzione artistica oltre che architettonica.

## Influenze

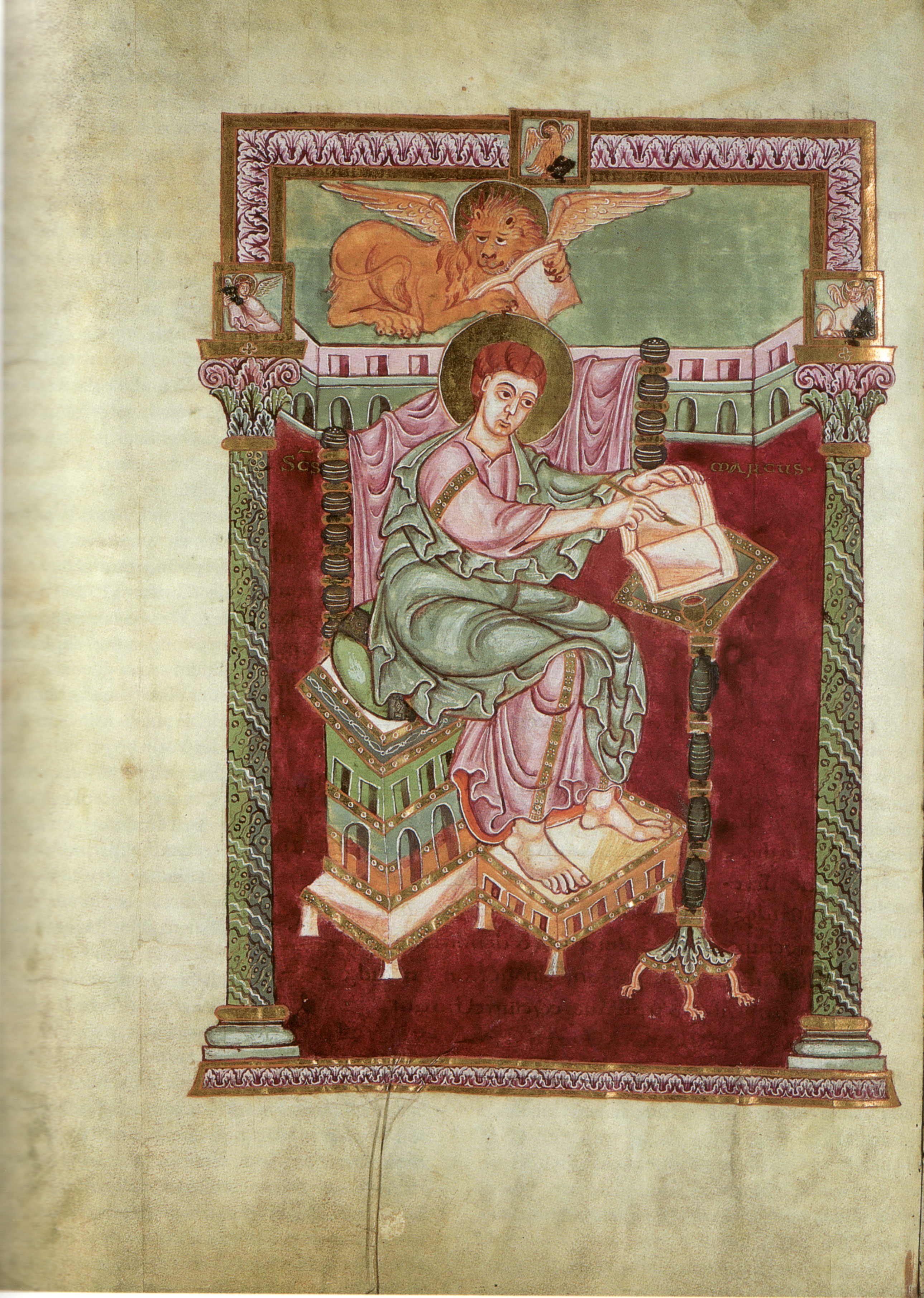
Codex Wittekindeus, "Ritratto di evangelista" (Fulda, ca. 975) d'evidente influenza carolingia del c.d. "Gruppo Ada".

La miniatura ottoniamo come tutta l'arte ottoniana in generale fu massicciamente influenzata dall'arte carolingia, fondamentalmente in un'ottica di renovatio imperii, e, come anticipato, dall'arte bizantina, specialmente grazie al matrimonio tra Ottone II e Teofano che garantì ai Sassoni un legame di sangue con la corona e la cultura della Nuova Roma.
La produzione libraria della nuova dinastia tedesca fu ovviamente ispirata dalla produzione libraria della prima dinastia imperiale germanica, i Carolingi. Gli scriptoria fondati e patrocinati dai primi imperatori franchi in Germania, in particolare nelle Alpi, avevano infatti continuato a produrre manoscritti pienamente ascrivibili alla miniatura carolingia fino alla prima metà del X secolo, a prescindere dallo sfacelo politico che aveva interessato l'antico impero di Carlo Magno (r. 768-814). Diversi manoscritti carolingi ancora oggi conservati furono presenti nei principali scriptoria ottoniani e vi funsero, ovviamente, da modello: es. il Codice aureo di Sant'Emmerano commissionato da Carlo il Calvo (r. 840-877) pervenuto, in epoca ottoniana, all'Abbazia di Sant'Emmerano a Ratisbona. Tuttavia, seppur i manoscritti del secolo precedente funsero da modello, si verificò un rinnovamento nelle tipologie dei manoscritti prodotti così come nei motivi decorativi.
In questo periodo si assiste spesso anche al restauro dei codici carolingi con l'aggiunta di nuove scene. Esempio tipico è il Registrum Gregorii, una raccolta delle epistole di Gregorio Magno fatto integrare con due miniature a piena pagina nel 983 dall'arcivescovo di Treviri Egberto a un ignoto maestro italiano, il c.d. "Maestro del Registrum Gregorii" (v.si seguito). Queste due miniature raffigurano Ottone in trono circondato dalle province dell'Impero e San Gregorio ispirato dalla colomba mentre detta allo scriba. Nella prima vi è la solenne frontalità dell'imperatore che è movimentata dall'architettura di sfondo che, intuitivamente, crea un gioco di pieni e vuoti con un pacato equilibrio classicheggiante. Nella seconda scena le figure sono incorniciate anche qui da un'architettura, con naturalezza e misura. In entrambe le figure possiedono una fisicità realistica, e i colori sono scelti in maniera da amalgamarsi gradevolmente (nella prima prevalgono i toni rossi, nella seconda quelli blu), con un ampio ricorso alle lumeggiature per evidenziare i volumi.
L'altra grande fonte della miniatura ottoniana fu appunto la miniatura bizantina, a sua volta latrice di varie e profonde influenza a seconda del luogo (e dell'epoca) di produzione, tanto quanto la miniatura antico-romana. A quest'ultima tipologia appartenevano infatti alcuni pezzi presenti negli scriptoria tedeschi: es. il Frammento dell'Itala di Quedlinburg. La presenza a corte, nel seguito di Teofano, di letterati ed artisti bizantini garantì agli opifici ottoniani la disponibilità (certo limitata) di competenti maestranze prettamente "greche".

## Caratteristiche

### Paleografia
Sotto l'aspetto paleografico i manoscritti ottoniani proseguono nell'uso della minuscola carolina che resterà in uso in Europa finché non sarà eliminata dalla scrittura gotica. Nello specifico, la minuscola tedesca tende ad essere di forma ovale, molto snella e inclinata a destra. Ha anche caratteristiche onciali, come l'ascendente della lettera ⟨d⟩ inclinato a sinistra e tratti iniziali verticali di ⟨m⟩ e ⟨n⟩.

### Tipologie di manoscritti prodotti
I tipi di manoscritti relativi alla miniatura ottoniana sono notevolmente ridotti rispetto ai manoscritti carolingi o insulari di questo periodo. Innanzitutto scompaiono quasi del tutto i manoscritti di testi di autori antichi. Anche in campo religioso le tipologie dei libri sono ridotte: le grandi Bibbie e i Salteri sono quasi totalmente abbandonati.
Sono privilegiati due tipi di manoscritti:
- anzitutto i documenti diplomatici prodotti dalla potenza ottoniana. Così il Privilegium Othonis[21] del 962, considerato «l'atto di nascita della miniatura ottoniana»,[1] presenta una decorazione a fogliame su fondo porpora. Allo stesso modo, il certificato di matrimonio dell'imperatrice Teofano, datato 972, presenta lo stesso sfondo purpureo punteggiato da medaglioni decorati con raffigurazioni di animali ispirate alle sete bizantine. «Il motivo della colorazione purpurea non è indifferente: la porpora, come il porfido che è il 'marmo di porpora', è segno simbolico del potere imperiale bizantino, dopo essere stato romano: diventato poi anche del potere ottoniano.» L'ispirazione, in questi documenti, fondanti del potere della nuova dinastia, è dunque più antico-romana che greca;[2]
- l'altra tipologia di manoscritto sono testi sacri di grandi dimensioni destinati all'ufficio religioso: evangeliari, i libri di pericopi o lezionari e sacramentari.[20]

### Stilemi decorativi

#### Capolettera

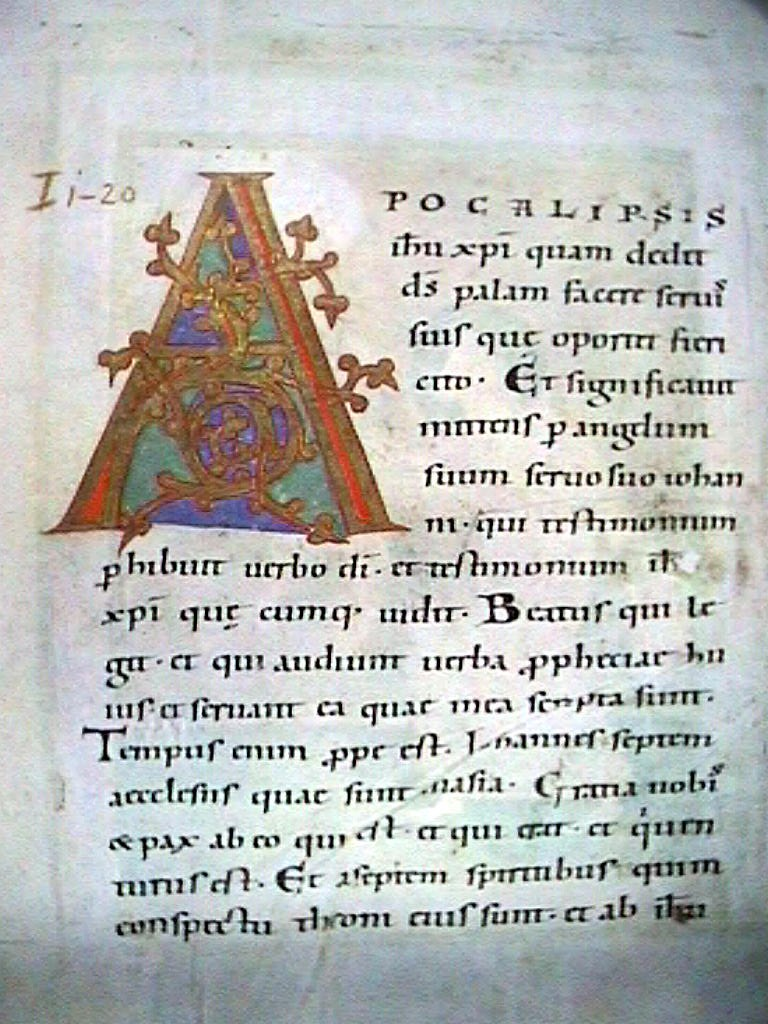
Incipit dell'Apocalisse di Bamberga.

Molti manoscritti ottoniani presentano grandi capolettera che a volte occupano un'intera pagina, decorate con tralci di vite, spirali e trafori su sfondi verdi, viola o blu. Questi ornamenti sono ispirati alla miniatura carolingia, in particolare alla produzione dell'Abbazia di San Gallo (Svizzera), e sviluppati per la prima volta nello scriptorium dell'Abbazia di Reichenau. I primi manoscritti sono raggruppati sotto il nome di "Gruppo Annone/Eburnant" (v.si nel seguito), dal nome di un copista d'uno di questi manoscritti attualmente conservato a Soletta (Svizzera). Questo stile si diffuse in molti manoscritti prodotti in Germania, oltre che in Italia e in Francia.
Un altro stile di capolettera, anch'esso originario della Reichenau ma di dieci anni successivo al precedente, si sviluppa con lettere più dense e tozze, senza spirali, con steli in erba, fitti intrecci e rami che formano fulmini. Questo stile si ritrova ad esempio nel Salterio di Egberto e in altri manoscritti raccolti sotto il nome del "Gruppo Ruodprecht" (v.si nel seguito), anche qui dal nome del copista coinvolto nel lavoro.

#### Soggetti miniati
Rispetto al periodo carolingio, la miniatura ottoniana privilegia quale soggetto il Nuovo Testamento al Vecchio Testamento. Nelle raffigurazioni neotestamentarie, gli artisti tedeschi si scostano ulteriormente dal modello precedente tralasciando i ritratti degli evangelisti per privilegiare le scene della vita di Cristo. Le varie scuole locali furono così libere di dimostrare una certa creatività nella scelta delle scene e nei modi della loro rappresentazione. Al contrario, non ci sono quasi scene secolari, a parte alcune rare scene di calendario, ispirate ai manoscritti carolingi.

#### Il Maestro delRegistrum Gregorii

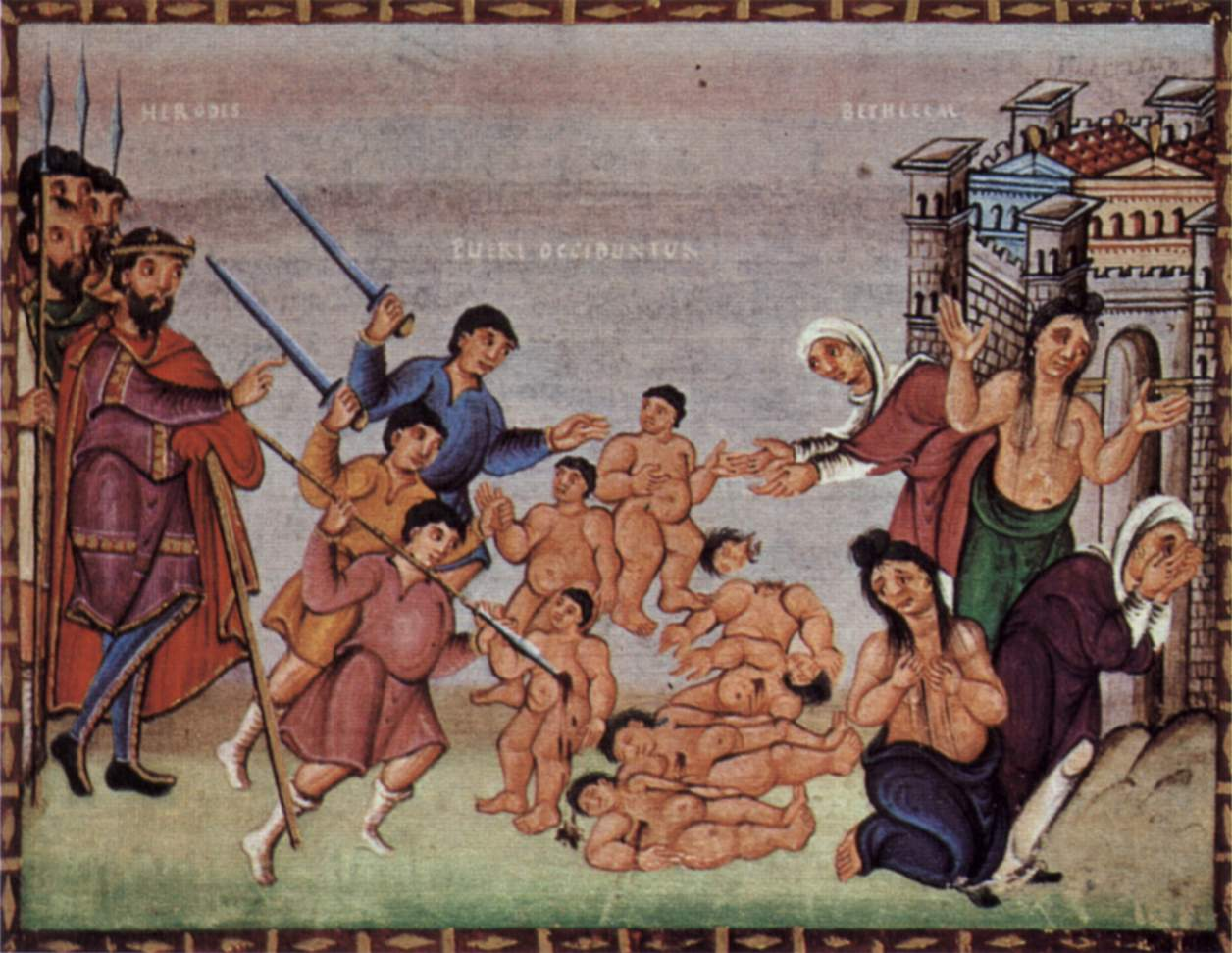
Codex Egberti, "Strage degli Innocenti", Maestro del Registrum Gregorii.

Fu il c.d. "Maestro del Registrum Gregorii", «forse il più alto esponente della miniatura aulica ottoniano», a sviluppare uno stile veramente originale nella miniatura ottoniana. Ebbe infatti un peso determinante nella formazione dello stile e del repertorio formale della miniatura di Treviri, della Reichenau, di Colonia, della regione mosana e soprattutto di Echternach. Installato in una bottega al servizio dell'arcivescovo Egberto di Treviri (950-993) ma attivo anche per conto dell'imperatore Ottone III, quest'anonimo artista (forse da identificarsi con il "Iohannes Italus" che, secondo alcune fonti, avrebbe dipinto, su commissione di Ottone III, alcune pareti della Cappella Palatina di Carlo Magno ad Aquisgrana) rinnovò lo stile delle miniature del suo tempo accedendo senza dubbio a modelli risalenti all'Antichità. Molti dei suoi manoscritti sono quindi influenzati dall'Itala di Quedlinburg o dal Virgilio vaticano, due dei pochi manoscritti tardo-antichi allora (e oggi) ancora conservati. L'artista trasse comunque motivi e iconografia anche da diversi manoscritti carolingi.
La sua opera è generalmente figurativa e caratterizzata da grandi figure statuarie avvolte da panneggi altamente stilizzati che suggeriscono un corpo volumetrico sottostante. L'ombreggiatura si ottiene schiarendo con il bianco e oscurando con toni più profondi dello stesso colore. Le teste delle figure tendono ad essere proporzionalmente piccole, tuttavia i volti sono resi particolarmente bene, con un'attenzione ai singoli dettagli che suggerisce la ritrattistica. Lo spazio è rappresentato da piani successivi, sovrapposti l'uno all'altro in una vera e propria stratificazione. Le forme sono delimitate in modo molto netto e da curve armoniose. La ricerca del naturalismo, soprattutto nella resa dei dettagli del mobilio, è evidente. I colori presentano sia sfumature chiare sia sfumature canore, con la tonalità più chiara sopra e quella più scura sotto. È in particolare il colore blu che viene utilizzato in questo modo in numerose occasioni. Gli sfondi colorati sono molto ariosi e talvolta interamente ricoperti d'oro, come nell'Evangeliario della Sainte-Chapelle. È la prima volta nella miniatura dell'Alto Medioevo che questo processo viene utilizzato.

## I principali centri di produzione

### Gliscriptoriasassoni
Il Ducato di Sassonia fu la terra d'origine della Dinastia ottoniana ed il primo centro di produzione della nuova arte ottoniana. I primi manoscritti di questo stile compaiono intorno agli anni '50 all'interno dell'Abbazia di Corvey. Si tratta di Vangeli con decorazioni puramente ornamentali, in oro, argento e porpora, prodotti senza dubbio per ordine reale e destinati all'Abbazia di Quedlinburg. Riprendono la decorazione in stile iberno-anglosassone dalla scuola franco-sassone e in particolare da un manoscritto di Reims datato 870-890 e poi conservato a Corvey (oggi a Praga). Questi includono un cosiddetto Evangeliario di Wernigerode (ora al Morgan Library & Museum), un piccolo Vangelo ora nella Cattedrale di Essen, un frammento di Evangeliario ora a Londra e un altro manoscritto condiviso tra Reims e il Walters Art Museum. Un altro gruppo di manoscritti dello stesso monastero rievoca la miniatura anglosassone di questo periodo, con miniature disegnate a penna, rappresentanti evangelisti o scene della vita di Cristo: es. un sacramentario (Biblioteca dell'Università di Lipsia) o i Vangeli di Abingdhof.

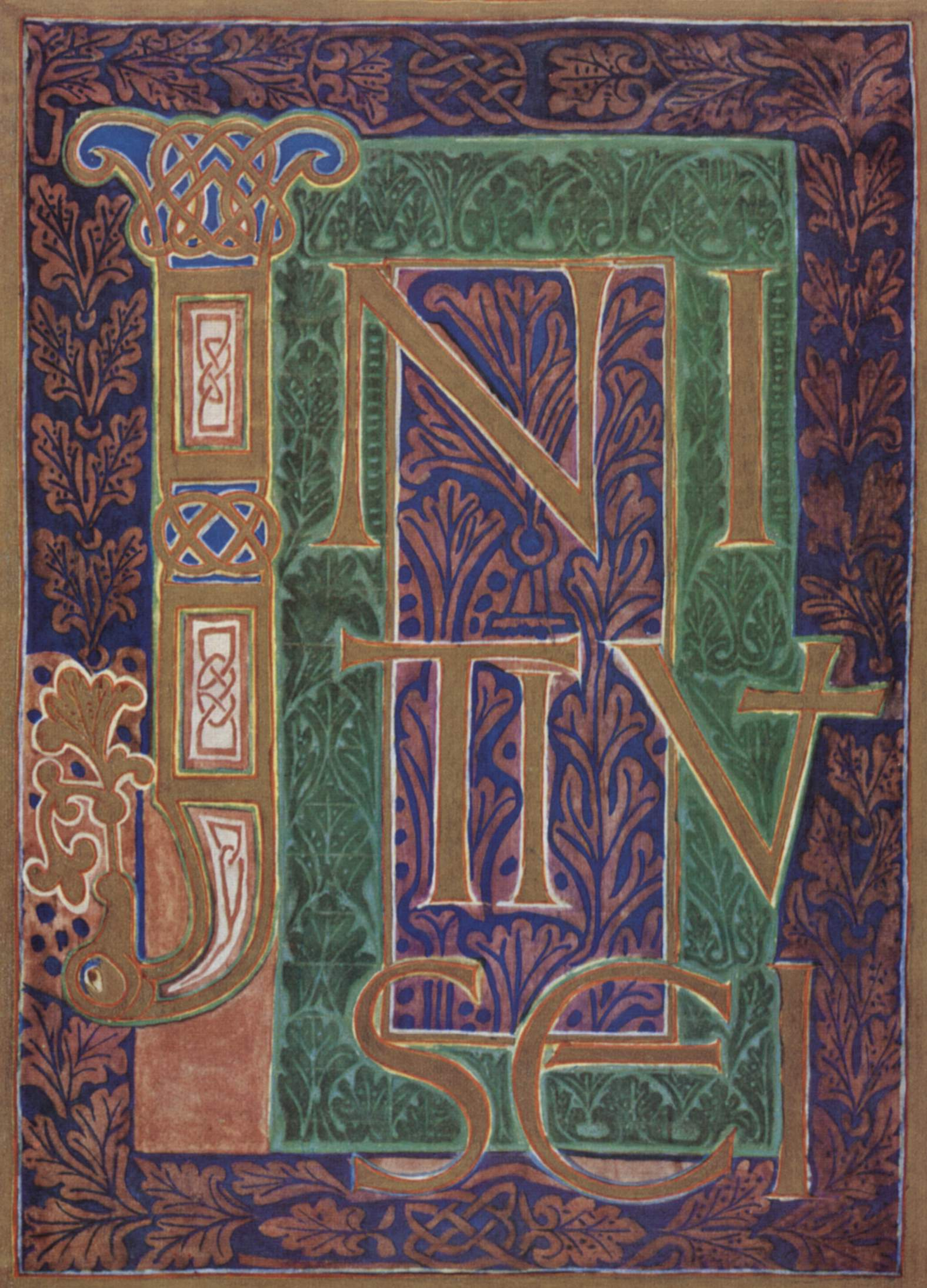
Evangeliario di Corvey
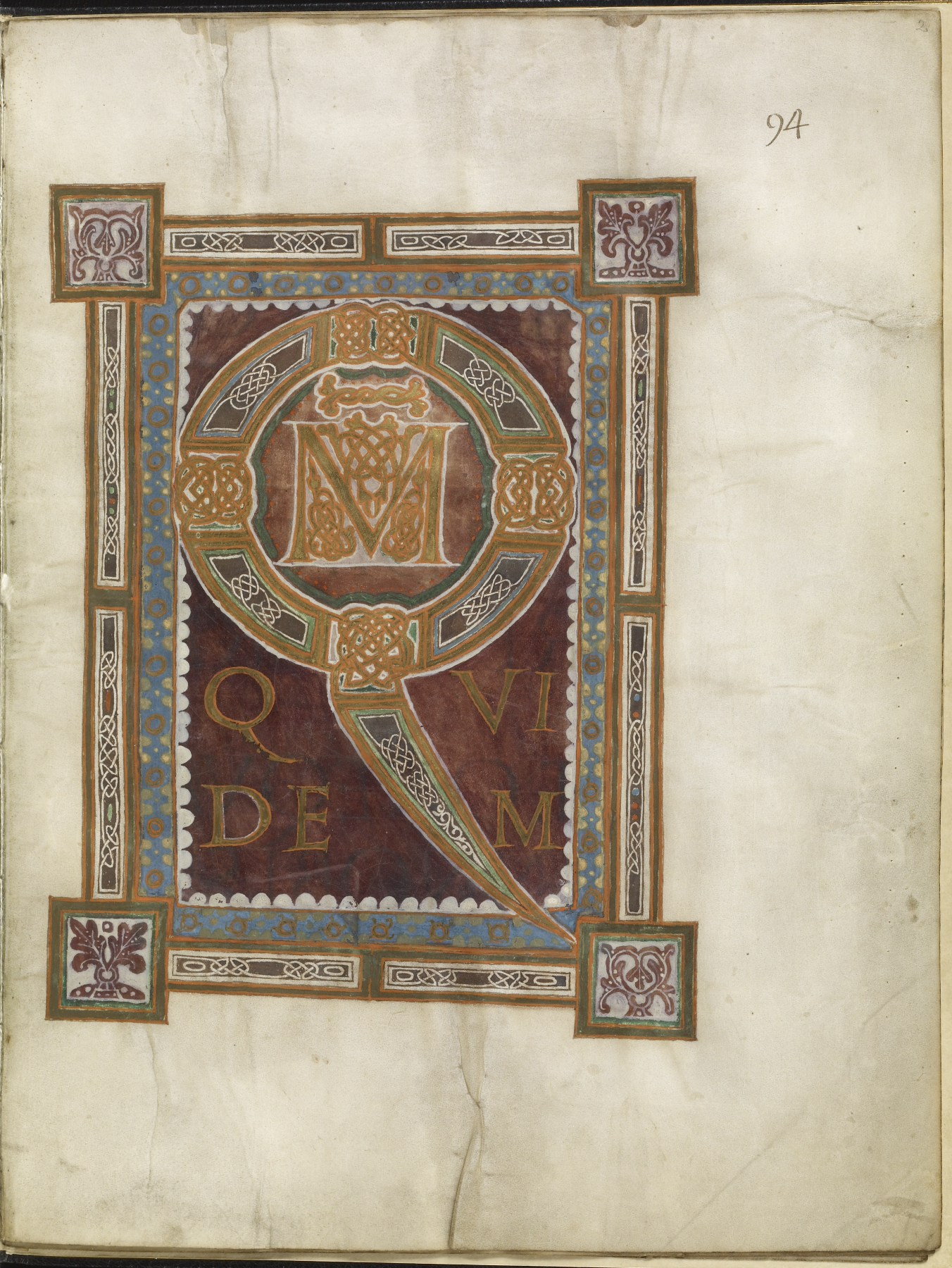
Evangeliario di Reims (f. 2r)
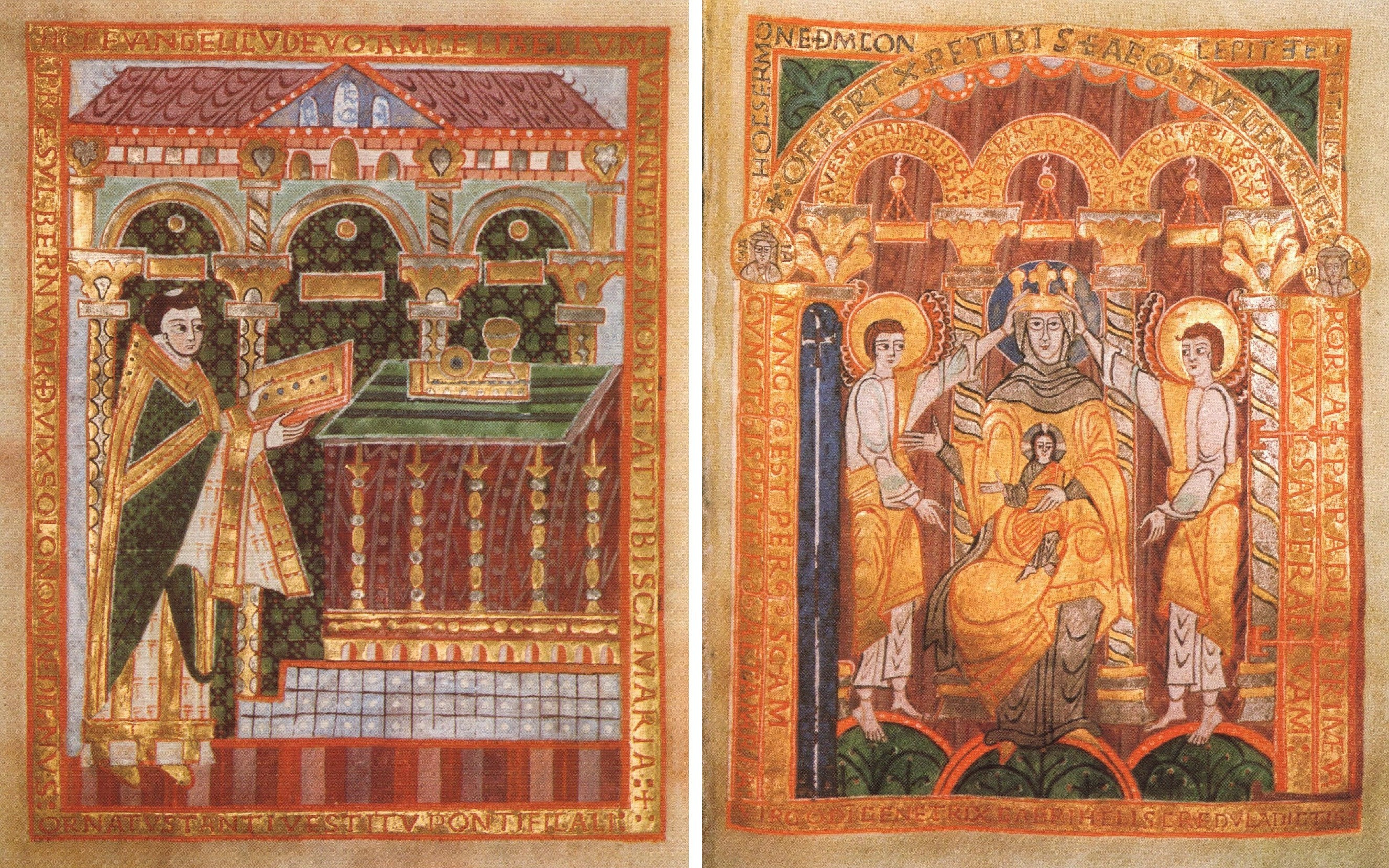
Evangeliario di Bernoardo

Dopo l'anno 1000, la scuola della Cattedrale di Santa Maria Assunta (Hildesheim) subentrò a Corvey. Questo nuovo centro dovette il suo dinamismo al già citato vescovo Bernoardo di Hildesheim (960-1022), nominato nel 993 dopo essere stato alla corte dell'imperatrice Teofano e nel seguito dell'arcivescovo Villigiso di Magonza. Ordinò diverse opere di un nuovo stile. Il primo è l'Evangeliario di Bernoardo, datato intorno al 1011, influenzato dall'Evangeliario di Lorsch, poi un sacramentario, datato tra il 1014 e il 1022, una Bibbia e un evangeliario realizzati dal diacono Guntbald datati dopo il 1015 e contenenti un ritratto di Bernoardo stesso. La scuola pittorica di Hildesheim non raggiunse però l'alto livello artistico dei grandi centri di produzione ottoniani (Reichenau, Treviri, Ratisbona e Colonia).

### Reichenau
L'arte libraria del citato cenobio dell'isola di Reichenau, sul Lago di Costanza, scriptorium già attivo in età carolingia, fu interessata, nel corso del X secolo, da una parabola ascendente. Anzitutto, a Reichenau vennero trasferiti preziosi manoscritti dell'Abbazia di San Gallo nella prima metà del secolo, quando il cenobio sangallese fu minacciato dai Magiari: gli esemplari (non tutti poi restituiti) fornirono modelli e spunti per gli artisti del cenobio ospitante. Successivamente, grazie all'impulso degli abati Roudmann e Witigowo, la Reichenau divenne uno dei più grandi scriptoria d'Europa intorno all'anno Mille, nonché il più importante nella produzione ottoniana. Vi fu prodotto un numero elevatissimo di sontuosi manoscritti, dedicati agli imperatori: i già citati Evangeliario di Ottone III ed Evangeliario di Liutario, l'Apocalisse di Bamberga (unico esempio di Apocalisse di produzione ottoniana), ecc. Altri manoscritti furono destinati all'esportazione. Il Maestro del Registrum Gregorii vi esercitò un'influenza diretta e potrebbe anche avervi lavorato: cinque miniature di un celebre manoscritto ivi prodotto, il Codex Egberti, sempre per la committenza del citato Egberto di Treviri, sono infatti di sua mano.
Le singole opere realizzate a Reichenau sono state riunite in gruppi che di volta in volta prendono il nome da monaci (copisti e non miniatori!) ricordati o raffigurati in alcuni codici. Anzitutto il "Gruppo di Annone/Eburnant" degli anni 970 (Evangelistario di Gerone, Sacramentario di Petershausen e Sacramentario di Hornbach), d'ispirazione carolingia-palatina e con rimandi alle decorazioni dell'Abbazia elvetica di San Gallo; poi il "Gruppo di Ruodprecht" degli anni 980 (Salterio di Egberto, Evangeliario di Poussay, ecc.) con ornamento di viticci a foglie bulbose, ampio uso della porpora e della cornice in oro, con il quale collaborò il Maestro del Registrum Gregorii; in ultimo il "Gruppo di Liutario" dell'Anno Mille (Evangeliario di Ottone III, Evangeliario di Liutario, Libro della pericope di Enrico II) con il quale la miniatura della Reichenau raggiunse la fase di massimo splendore. I miniatori del "Gruppo di Liutario" svilupparono uno stile diverso da quello del Maestro del Registrum Gregorii: i personaggi, ridotti a un'espressione e a un gesto, sono rappresentati su fondi vuoti utilizzando colori dorati, freddi o chiari.
(Meier 1998)
Con la dinastia salica, subentrata agli Ottoni nel 1024, raggiunse l'apogeo lo scriptorium della Reichenau; i suoi codici erano richiestissimi e anche il primo imperatore salico, Corrado II (r. 1024-1039), vi commissionò un evangeliario per il monastero di Limburg an der Haardt da lui fondato, l'Evangeliario di Illino, ecc. Quest'opificio insulare perse in seguito importanza, lasciando il posto ad altri scriptoria, come quelli di Ratisbona e soprattutto di Echternach, che ottennero il favore della committenza imperiale, e intorno alla metà del Xi secolo l'arte di miniare i codici vi scomparve.

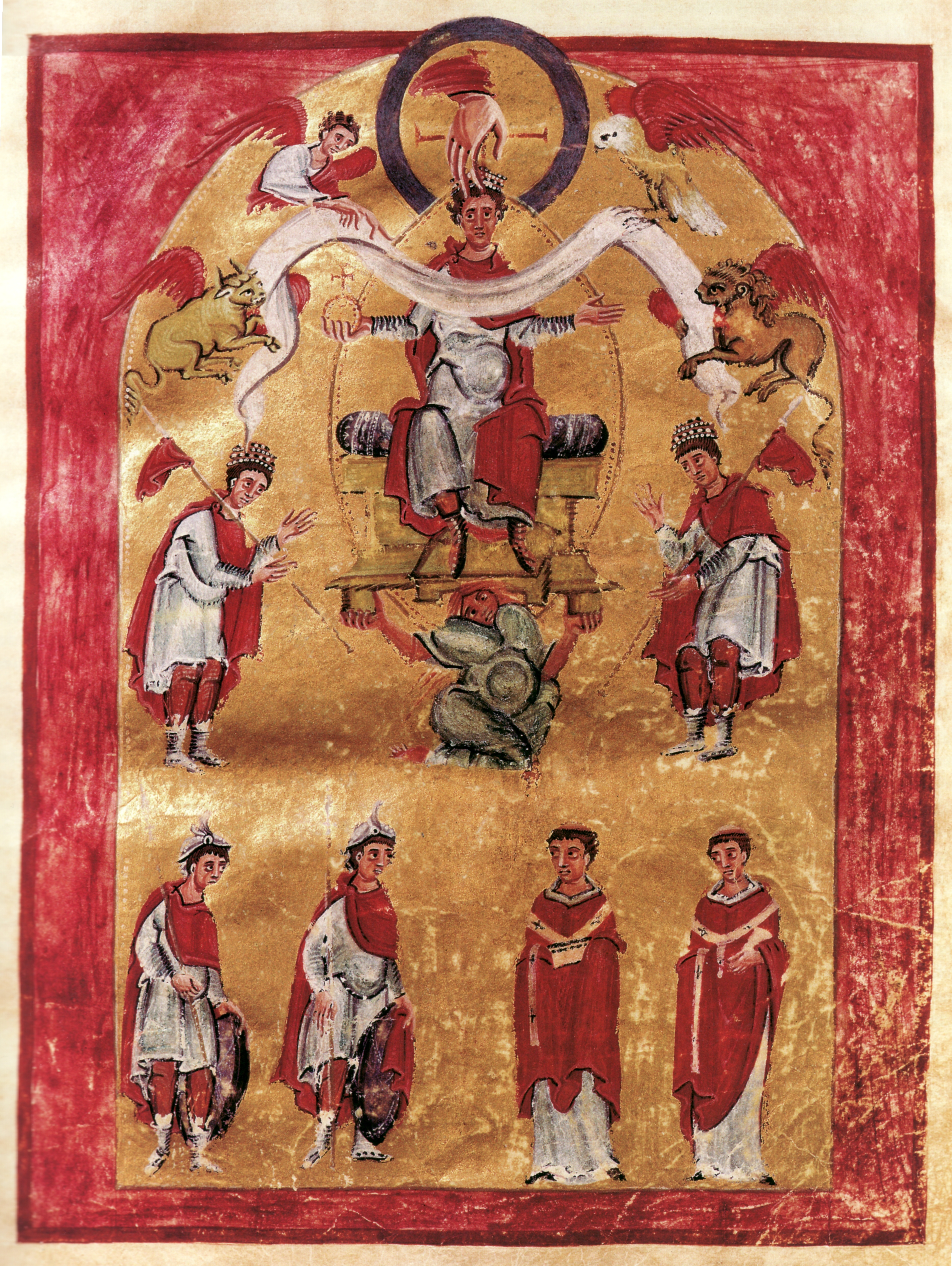
Evangeliario di Liutario (f 16r)
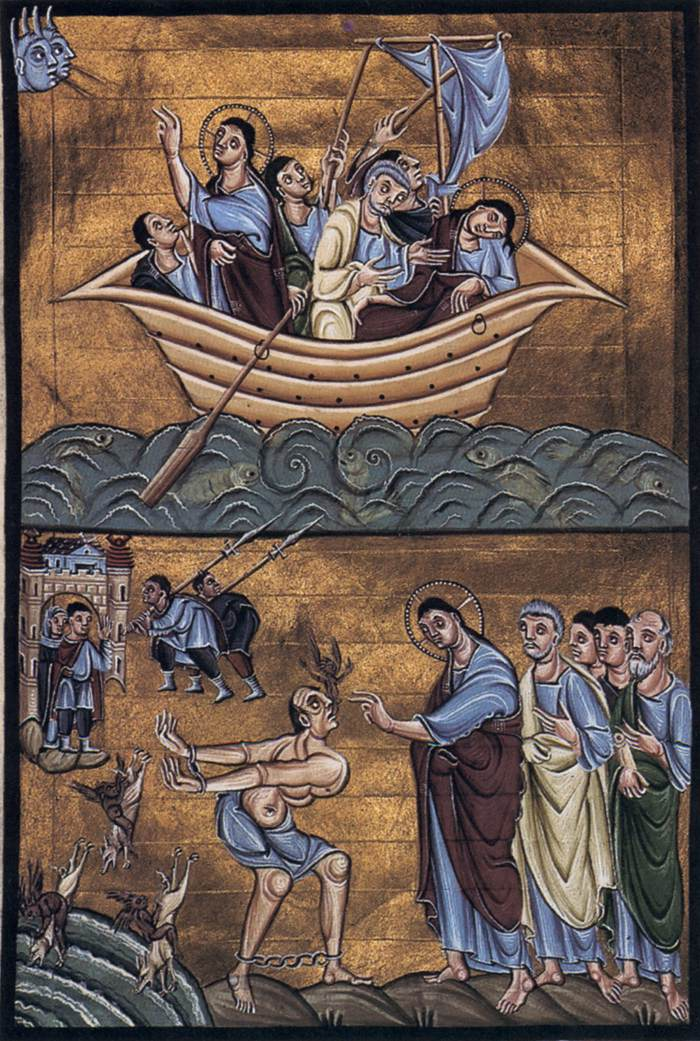
Evangeliario di Ottone III, Miracoli di Gesù
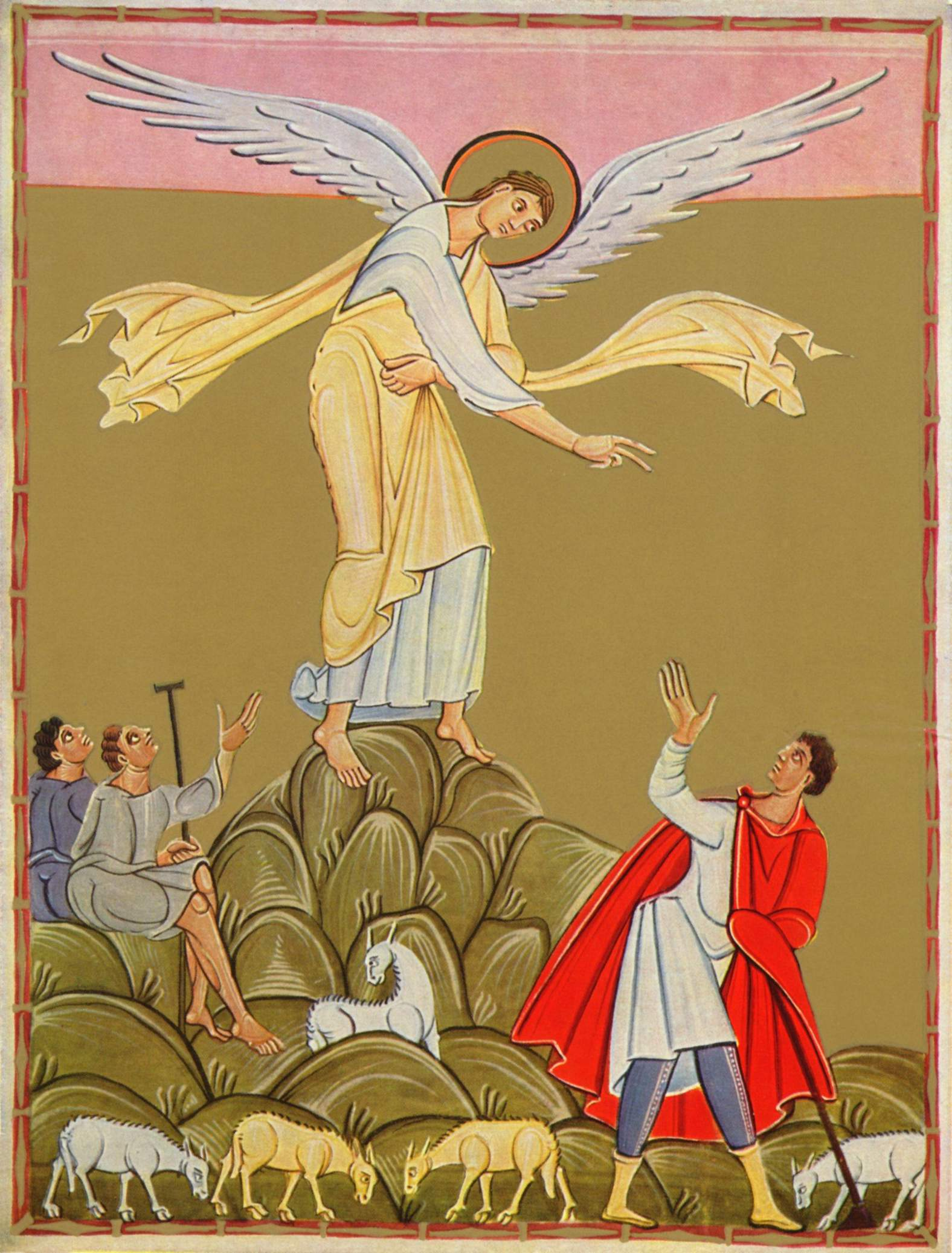
Libro della pericope di Enrico II, L'annuncio fatto ai pastori
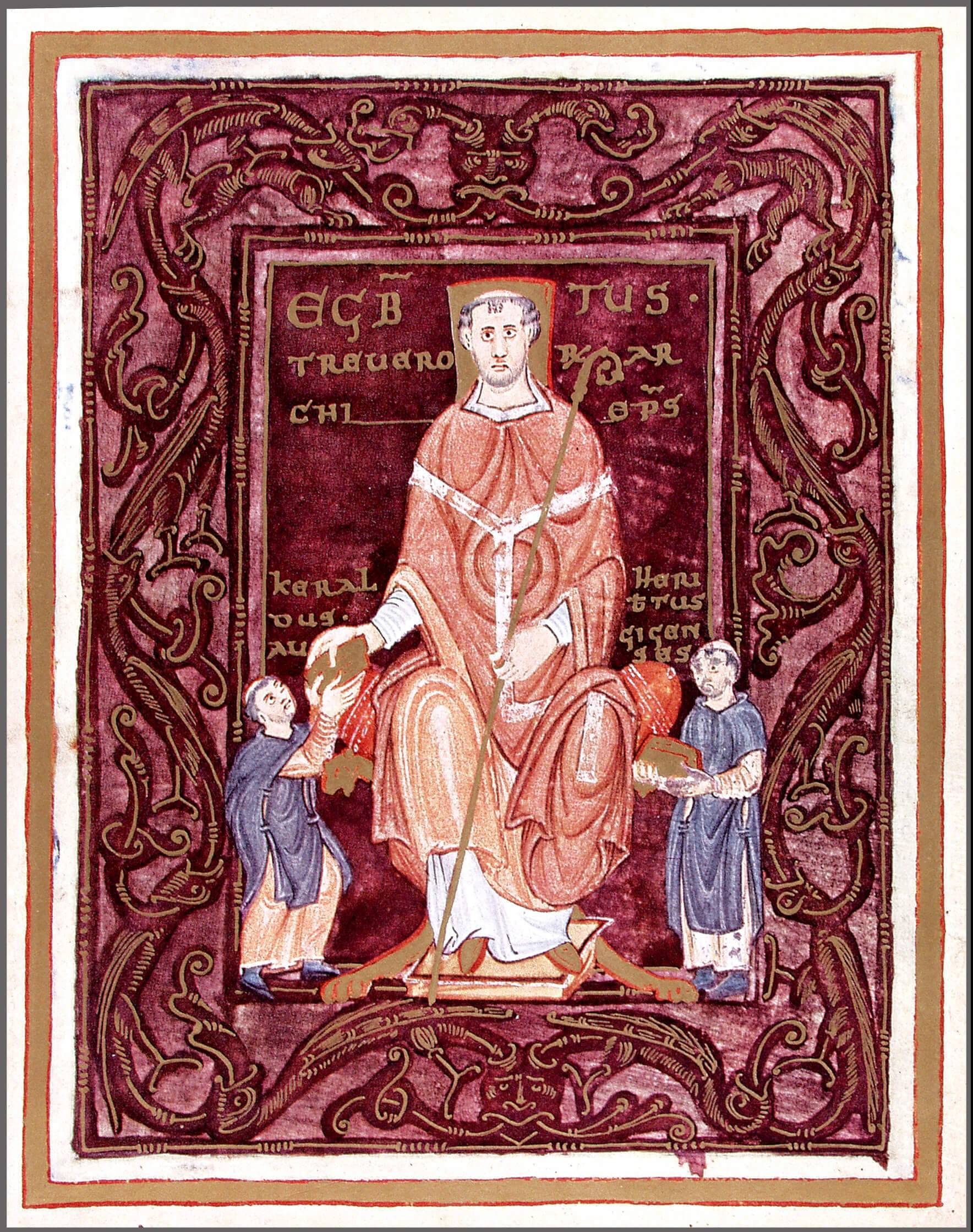
Codex Egberti, l'arcivescovo Egberto in trono riceve il Codex dai monaci di Reichenau (f 2r)
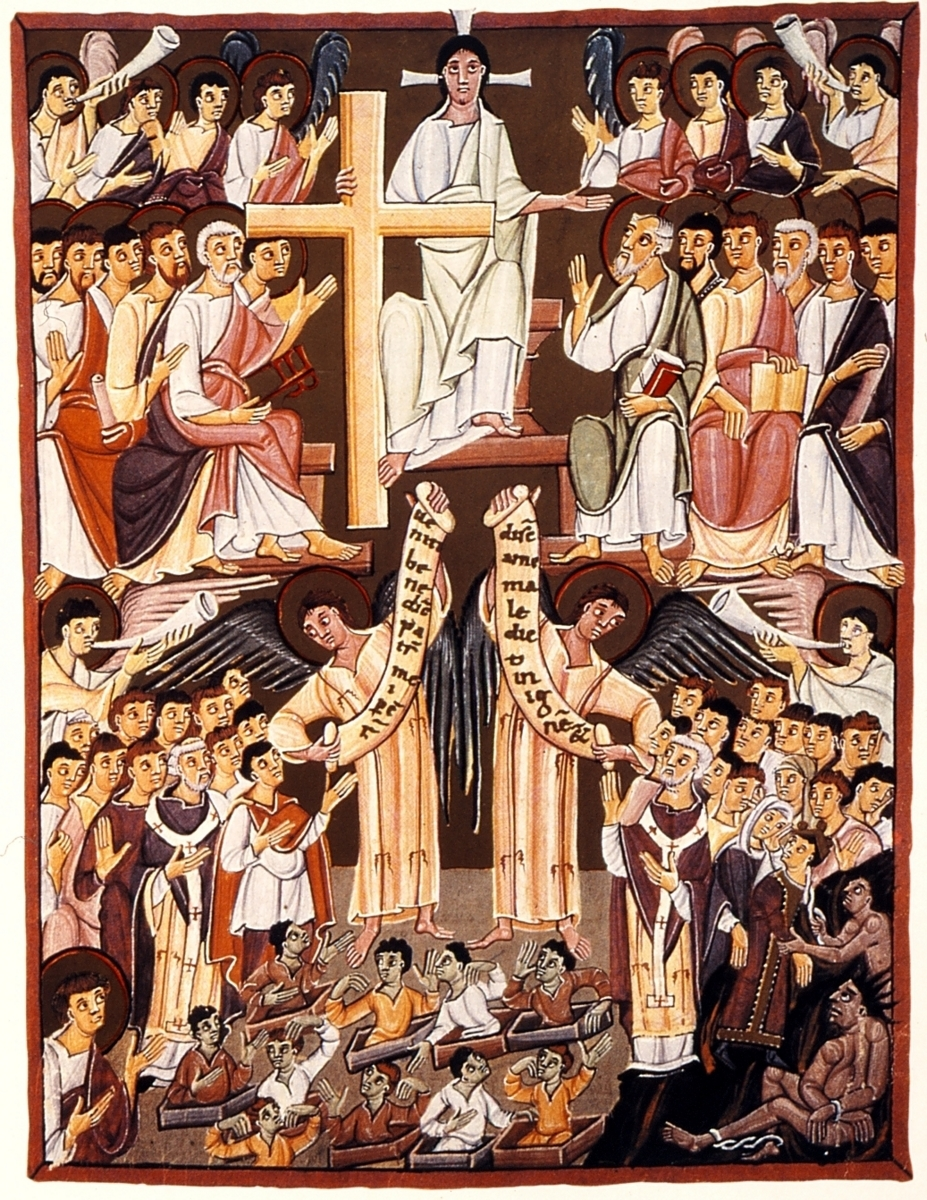
Apocalisse di Bamberga, Giudizio universale

### Colonia
Già centro di produzione libraria in epoca pre-carolingia, interessato da contaminazioni ed ibridazioni merovinge ed insulari, Colonia fu coinvolta nella rinascita ottoniana sin dal suo principio. Ivi venne infatti realizzato, per Gerone di Colonia (900-976), cappellano di corte di Ottone I e poi arcivescovo della città, l'Evangelistario di Darmstadt, a opera del citato Maestro del Registrum Gregorii.
Un'originale scuola di miniatura gravitante intorno all'entourage dell'arcivescovo Eriberto (970-1021), stretto consigliere di Ottone III, sviluppò nei vari opifici cittadini all'inizio dell'XI secolo, arrivando quasi a contrapporsi al primato artistico della scuola della Reichenau. La miniatura di Colonia fu caratterizzata da formule librarie sontuose (pergamena purpurea, crisografia, ecc.) degne dell'imperatore Ottone III alla cui committenza si legano l'Evangeliario di San Gerone e il Sacramentario per la medesima chiesa, entrambi databili intorno al 996. Lo scriptorium fu particolarmente influenzato dalla miniatura bizantina e la presenza di un manoscritto greco del X secolo vi è attestata. Lo stile gioca in modo specifico sul colore, sulla diversità dei colori e sulla loro resa plastica. Tra i manoscritti prodotti si segnala il codice della badessa Hitda di Meschede, c.d. "Evangeliario di Hitda", ottimo esempio di reinterpretazione dello stile carolingio e tardocarolingio: sfondi architettonici, plasticità pittorica, ecc.
Nei decenni successivi, l'impronta carolingia s'affievolì, con firme rigide e poveri impianti decorativi, e si verificò una ripresa di modi zoomorfi pre-carolingi ed un linguaggio ornamentale ormai vegetale. Un altro stile si sviluppò a partire dagli anni 1020 sotto l'influenza di due miniatori gemelli, Purchardus e Chuonradus, che provenivano da Reichenau, mescolando gli stili dei due luoghi e producendo in particolare due evangeliari: il Morgan Library & Museum M.651 e il Bayerische Staatsbibliothek (BSB) Bibl. 94.

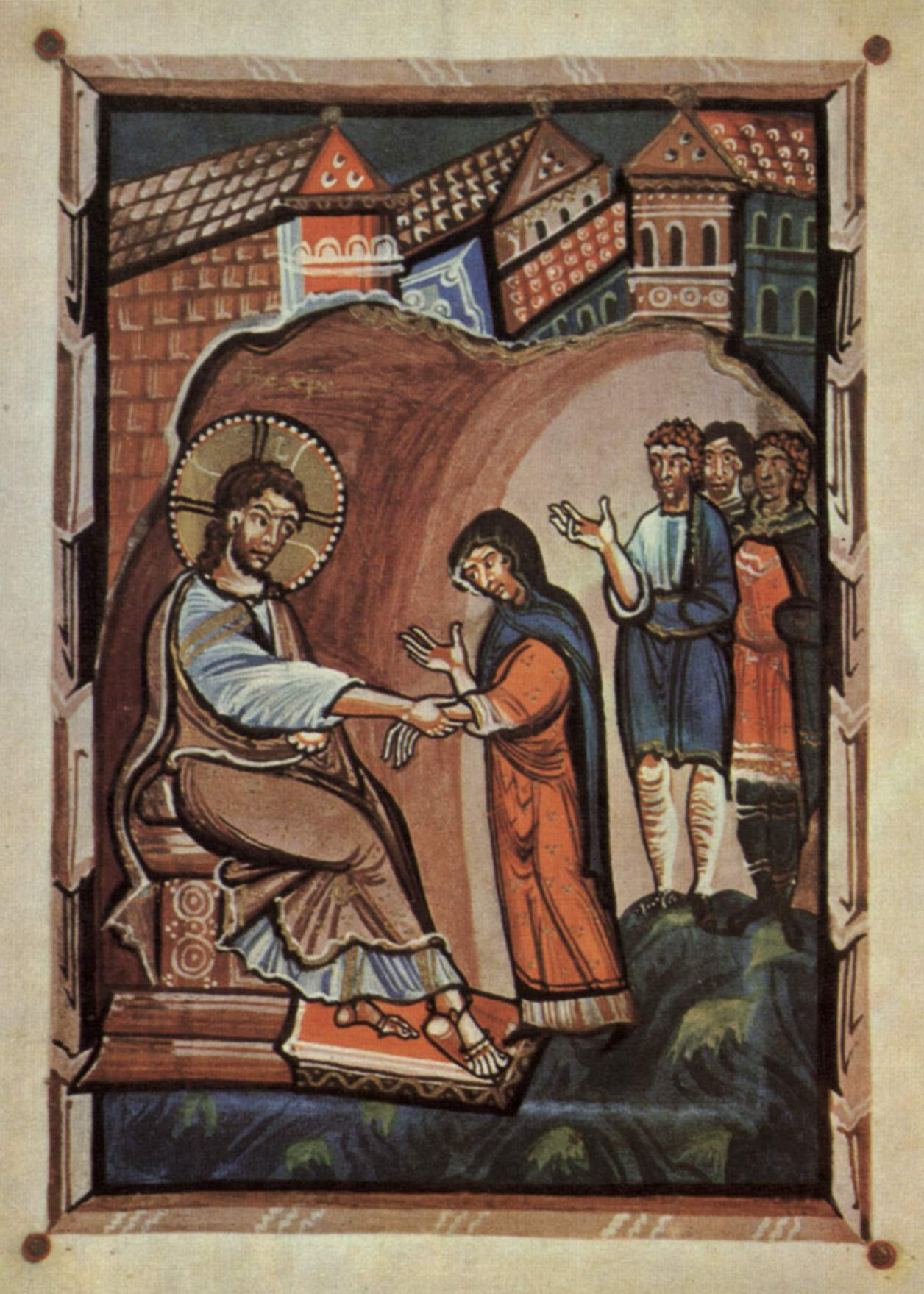
Evangeliario di Hitda (f. 77)

### Magonza
La tradizione libraria di Magonza vanta un secolare legame con l'Abbazia di Fulda e quindi con la monachesi irlandese e le sue miniature il cui stile persiste nello scriptorium della cattedrale cittadina ancora nel IX secolo, certamente in ragione della presenza ivi di manoscritti fuldensi. Fondamentale per gli sviluppi "ottoniani" dell'arte libraria locale, promossa al tempo non più dalla cattedrale ma dallo scriptorium dell'Abbazia di Sant'Albano, fu il già citato arcivescovo Villigiso di Magonza (940-1011), consigliere di Ottone I, probabile ideatore de due diplomi fondanti dell'egemonia sassone sull'Impero: il Privilegium Othonis e l'Atto matrimoniale dell'imperatrice Teofano. Ai caratteri decorativi di questo documento, una pergamena purpurea interamente vergata in oro e arricchita da motivi ispirati alle stoffe bizantine, può essere accostato un piccolo numero di codici di lusso, realizzati nello scriptorium tra la fine del X e i primi anni dell'XI secolo, tra i quali spicca il Libro d'ore di Ottone III, pezzo particolarmente interessante perché, insieme al Libro d'ore di Carlo il Calvo è l'unico esemplare di libro d'ore alto-medievale pervenutoci. Il volumetto di preghiere ottoniano, per alcune peculiarità del ciclo iconografico (es. la caratteristica proskýnesis del sovrano raffigurato mentre omaggia il Cristo pantocratore nei cc. 20v-21r e la Déesis che occupa la parte superiore del frontespizio, evocano l'influenza della pittura bizantina contemporanea. Ciò potrebbe derivare dal clima culturale creato della reggenza di Teofano (983-991), cui collaborò appunto Villigiso che potrebbe essere stato supervisore della realizzazione del libro d'oro per il giovane Ottone III.

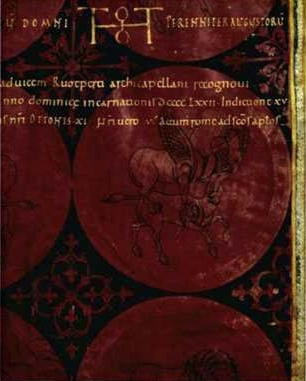
Certificato di matrimonio dell'imperatrice Teofano (PARTICOLARE)
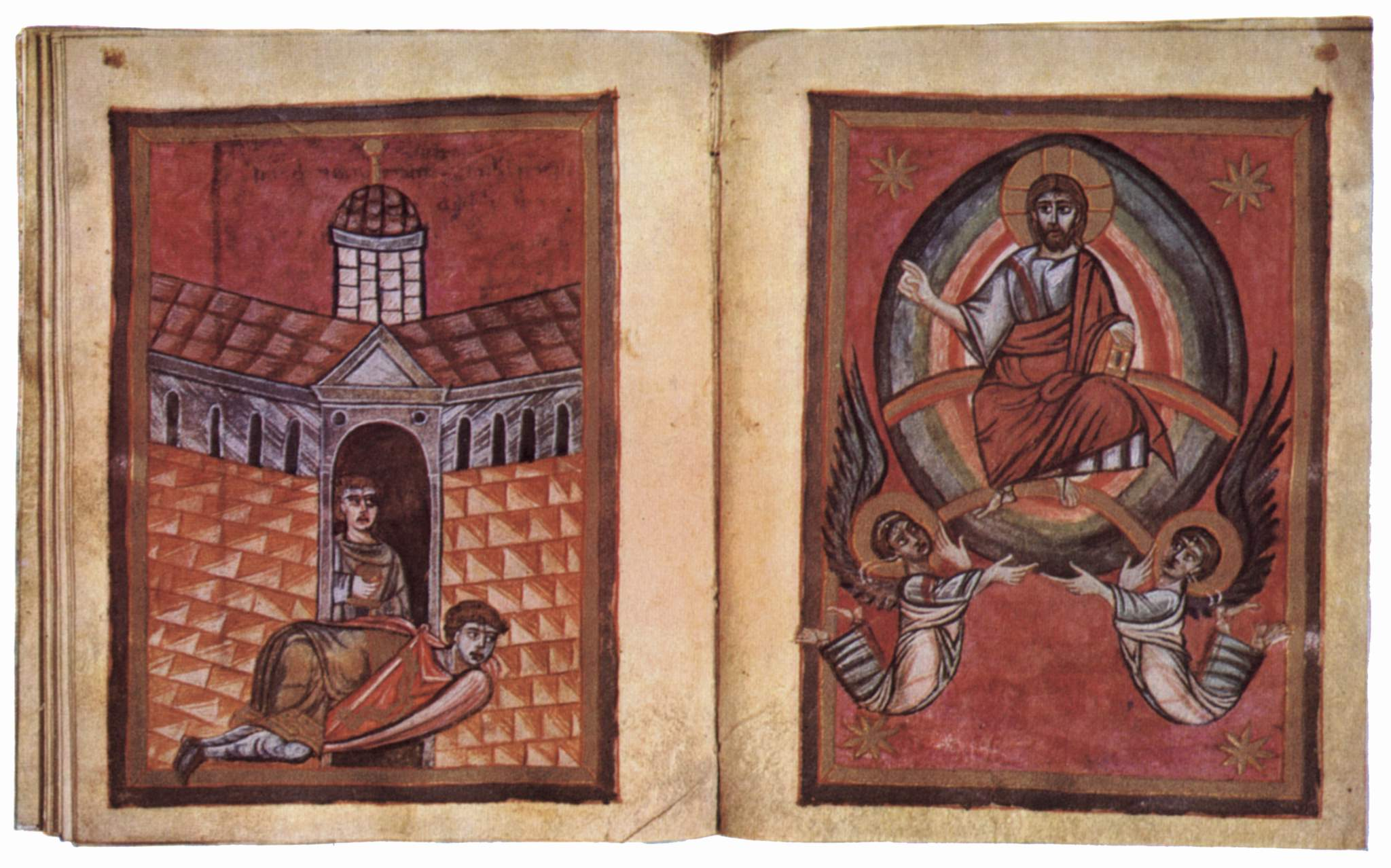
Libro d'ore di Ottone III, Adorazione delle Maiestas domini.

### Ratisbona
La produzione libraria decorata di Ratisbona si lega a doppio filo con le vicende dell'abbazia benedettina di Sant'Emmerano, attivo scriptorium carolingio ma nella cui iniziale produzione, come a Magonza, forte fu l'impronta insulare, nella scrittura e nelle forme, sobrie, della decorazione. In epoca ottoniana, Sant'Emmerano acquisì il prezioso Codice aureo di Sant'Emmerano, manoscritto commissionato da Carlo il Calvo, restaurato e integrato dal miniatore Adalpertus per volontà dell'abate Ramuoldo (975-1001), poi utilizzato come modello per la produzione successiva.
(Speciale 1998)
L'ascesa al trono sacro romano imperiale di Enrico II nel 1014 spostò il mecenatismo di corte verso i centri di produzione della regione d'origine del sovrano, la Baviera e Ratisbona in particolare, segnando il definitivo cambio di rotta per le fortune della locale miniatura. L'imperatore Enrico II ordinò così un lussuoso sacramentario ("Sacramentario di Enrico II") nel quale si fece rappresentare in due miniature che ricalcano il modello del ritratto di Carlo il Calvo nel Codice aureo. Donò intorno al 1022 un altro libro dei Vangeli, c.d. "Evangeliario di Enrico II" oggi in Vaticano, alla Abbazia territoriale di Montecassino. Un terzo famoso manoscritto prodotto dallo stesso centro, il Codice di Uta, un evangeliario le cui miniature seguono i precetti dell'insegnamento scolastico di Hartwic di Sant'Emmerano.

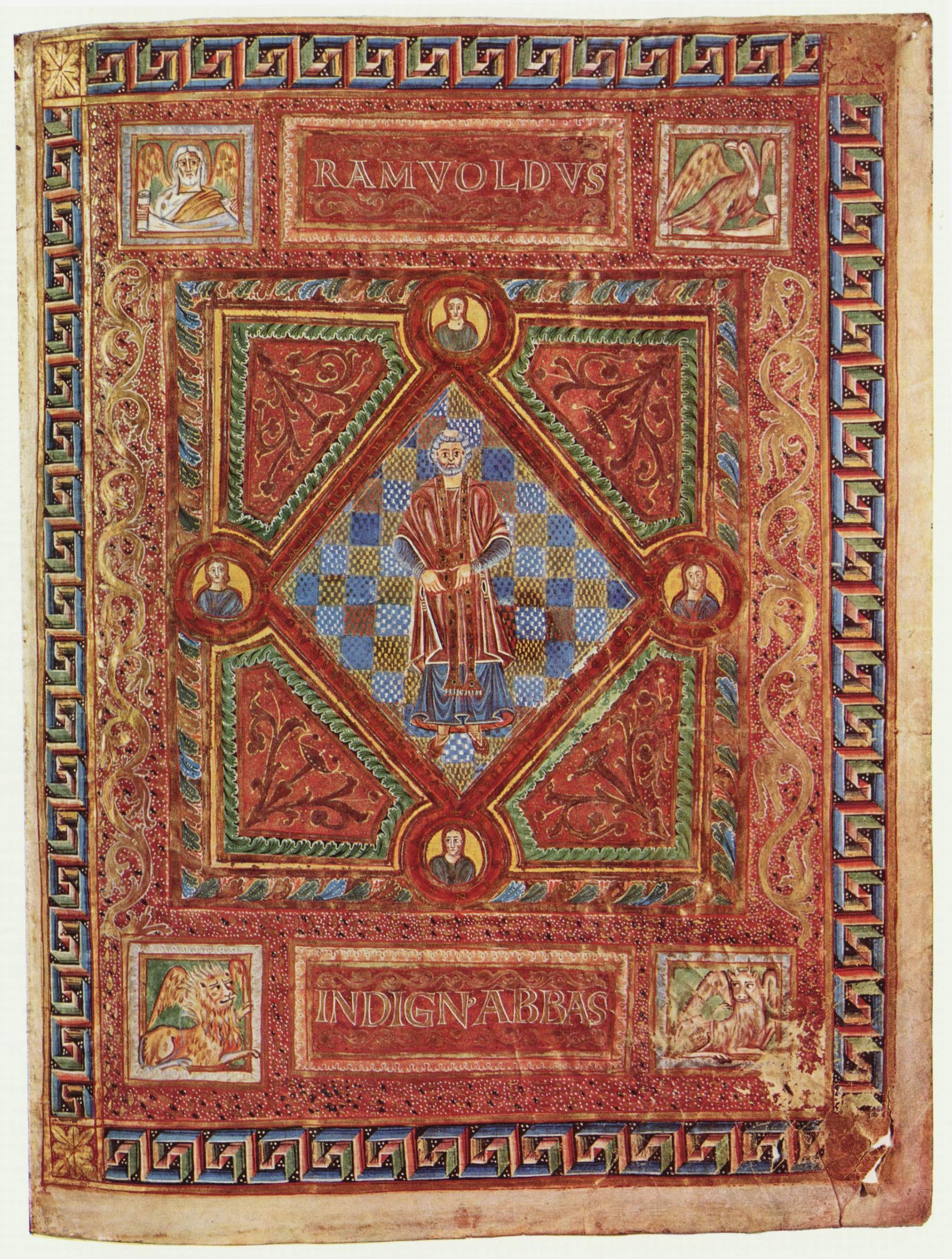
Codice aureo di Sant'Emmerano, "Frontespizio" aggiunto dall'abate Ramuoldo
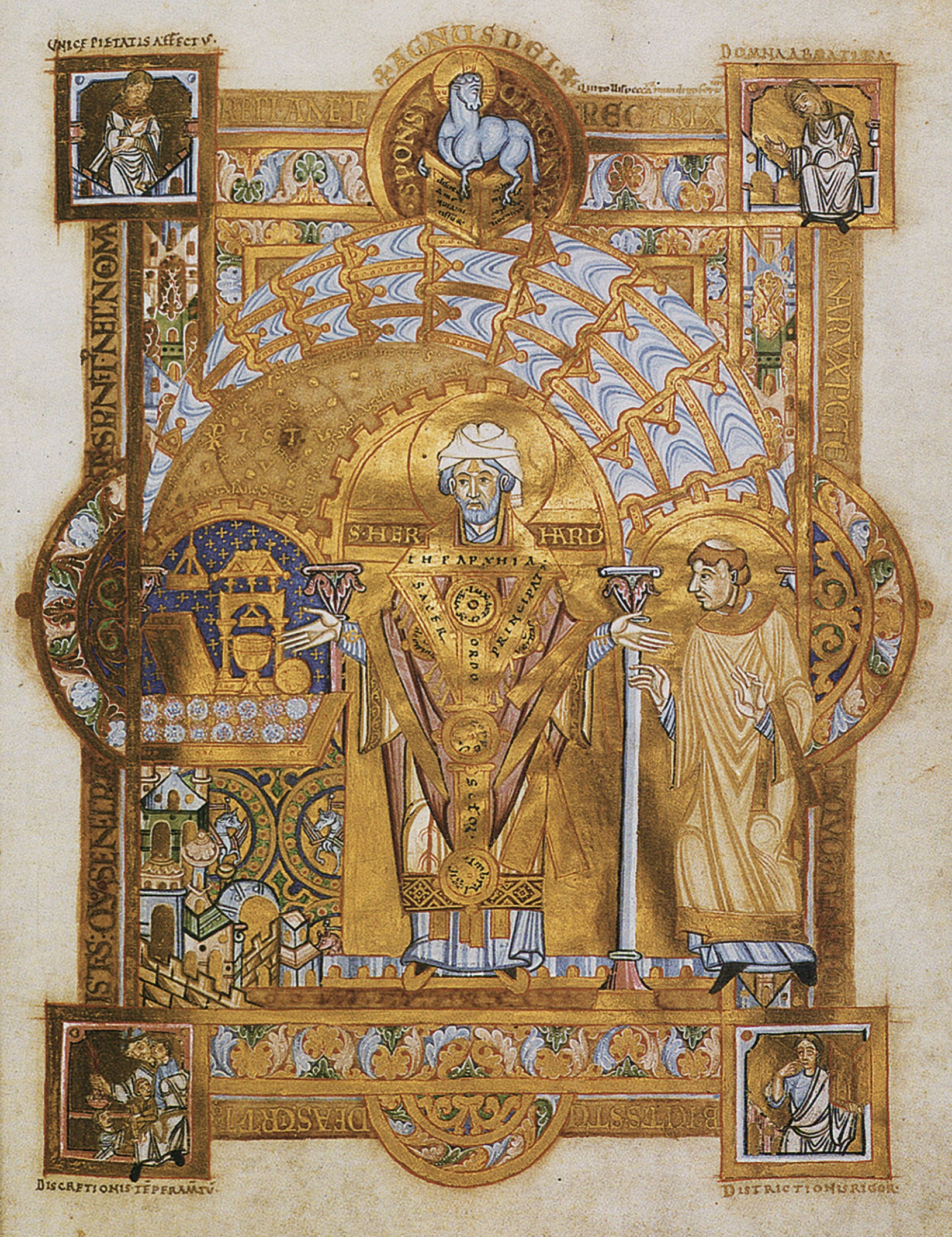
Codice di Uta, Sant'Eberardo che offre la Messa
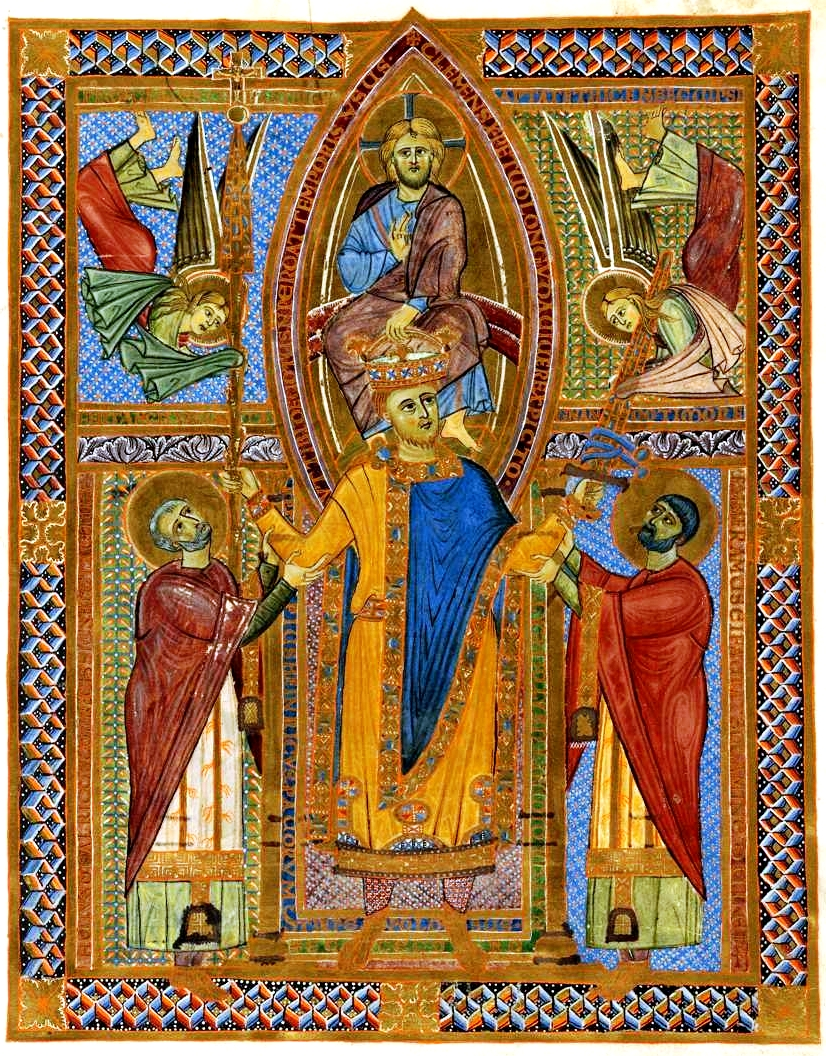
Sacramentario di Enrico II, scena dell'incoronazione dell'imperatore, f.11r.
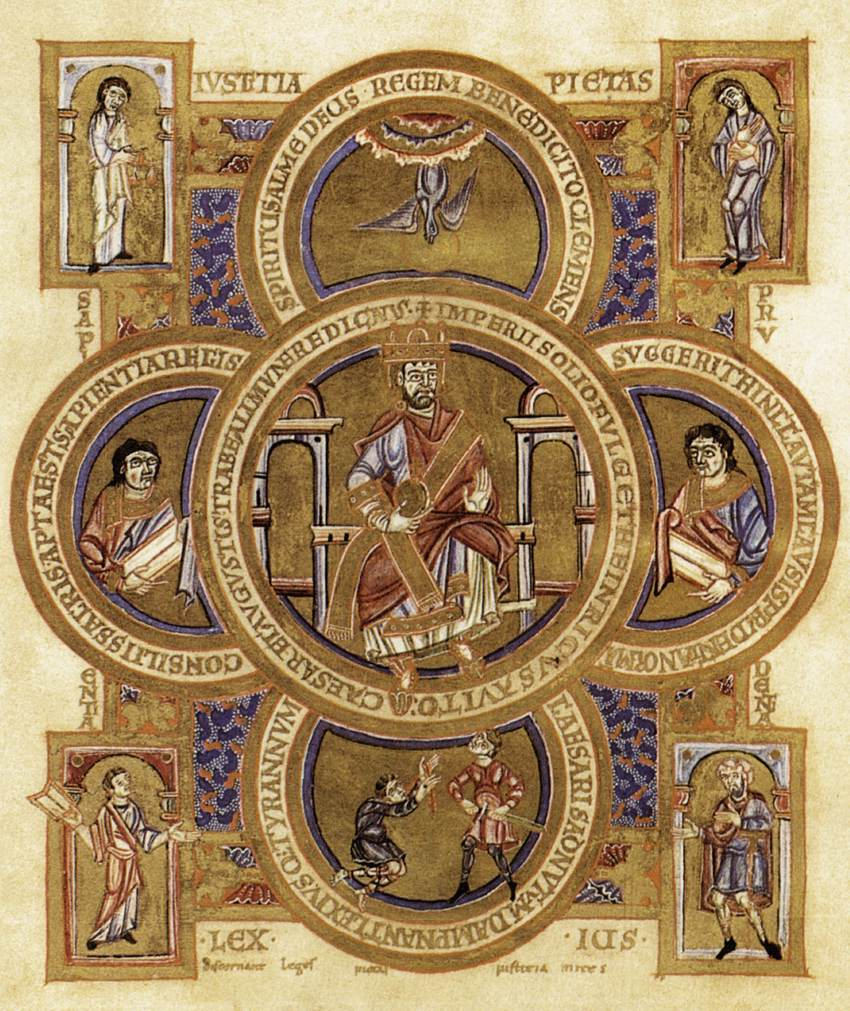
Evangeliario di Enrico II.

### Salisburgo
L'Abbazia di San Pietro (Salisburgo) fu uno dei centri più importanti del periodo tardo-ottoniano, durante il regno di Enrico II. Molto vicina allo stile di Ratisbona, fu particolarmente influenzata dalla miniatura bizantina e anticipò alcune caratteristiche della miniatura romanica. L'influsso bizantino che caratterizza la scuola di Salisburgo non fu unicamente mediato da Ratisbona ma giunse in parte dalla non lontana Venezia. Tra i famosi manoscritti di questa scuola si ricordano le Pericopi di Salisburgo, e le opere del miniatore Bertold/Pertholt, autore dell'Evangeliario di San Pietro (Salisburgo) e di un lezionario nel cui colophon si è firmato e che ben testimonia la capacità d'elaborazione delle varie influenze bizantine e renane che venivano a convergere a Salisburgo.

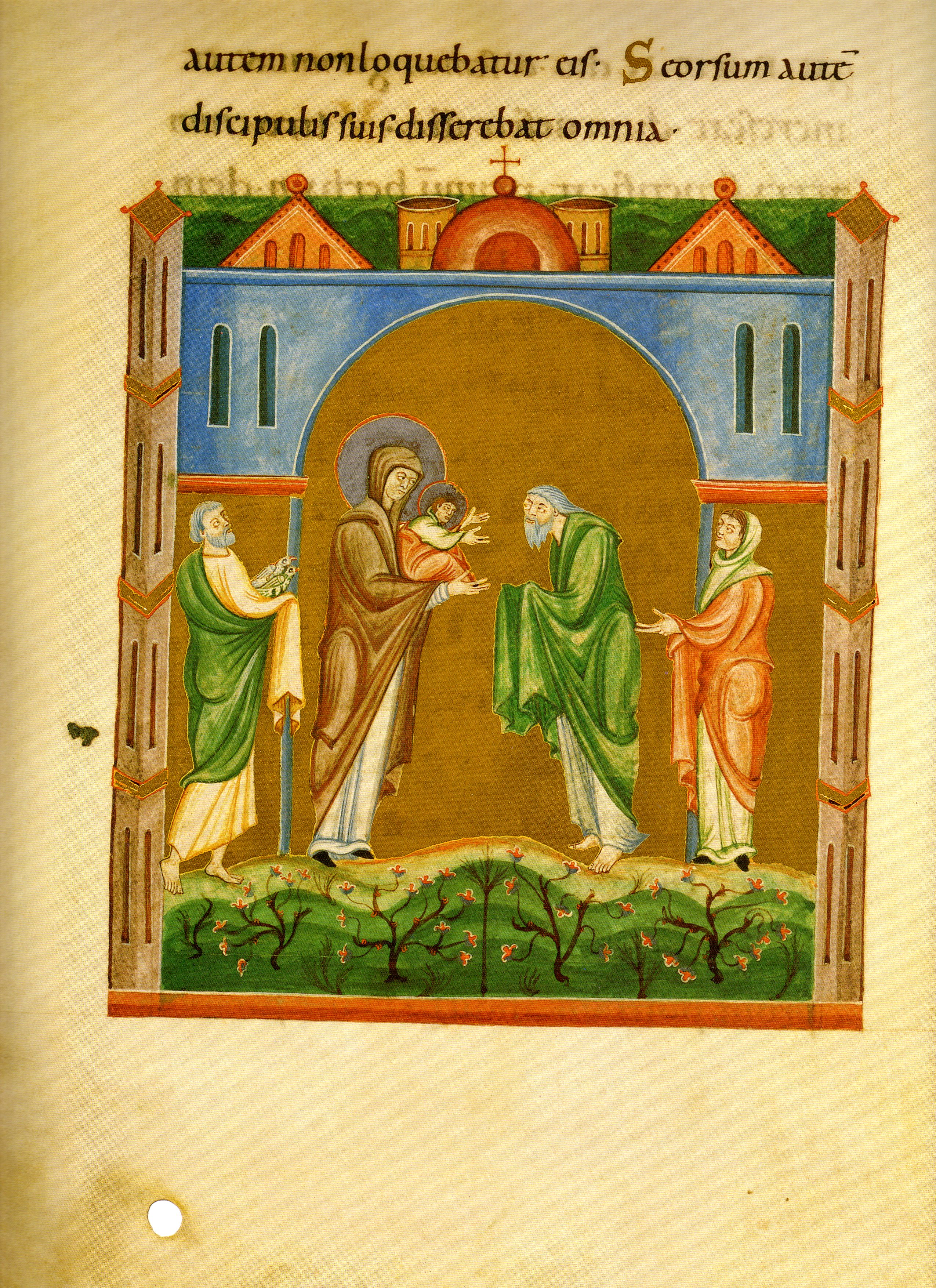
Pericopi di Salisburgo, f.24v

### Echternach
L'Abbazia di Echternach (attuale Lussemburgo) prolungò l'eredità del Maestro del Registrum Gregorii, in particolare attraverso l'Evangeliario della Sainte-Chapelle conservato per un certo tempo nel monastero. Anche la vicinanza di Treviri ebbe grande influenza: manoscritti ivi conservati, es. il Codex Egberti, servirono da spirazione per lo scriptorium. La rinascita della miniatura in quest'abbazia seguì alla sua riforma da parte di Umberto a partire dal 1028 e alla protezione fornita dall'imperatore salico Enrico III (r. 1046-1056). Tra i manoscritti più famosi prodotti dall'abbazia ci sono il Codice aureo di Echternach (1030-1050), strettamente legato allo stile del Maestro del Registrum Gregorii, poi la Pericope di Enrico III (c. 1039) e il Codice aureo di Spira (c. 1045) per la cattedrale di Spira (Germania), opera in cui si suole leggere la mano d'un artista greco itinerante, tanto è forte il classicismo bizantino, pur legato all'arte classica ed all'opera del Maestro del Registrum Gregorii. L'ultimo manoscritto significativo è l'Evangeliario di Goslar, donato dall'imperatore alla cattedrale di questa città intorno al 1051-1056.

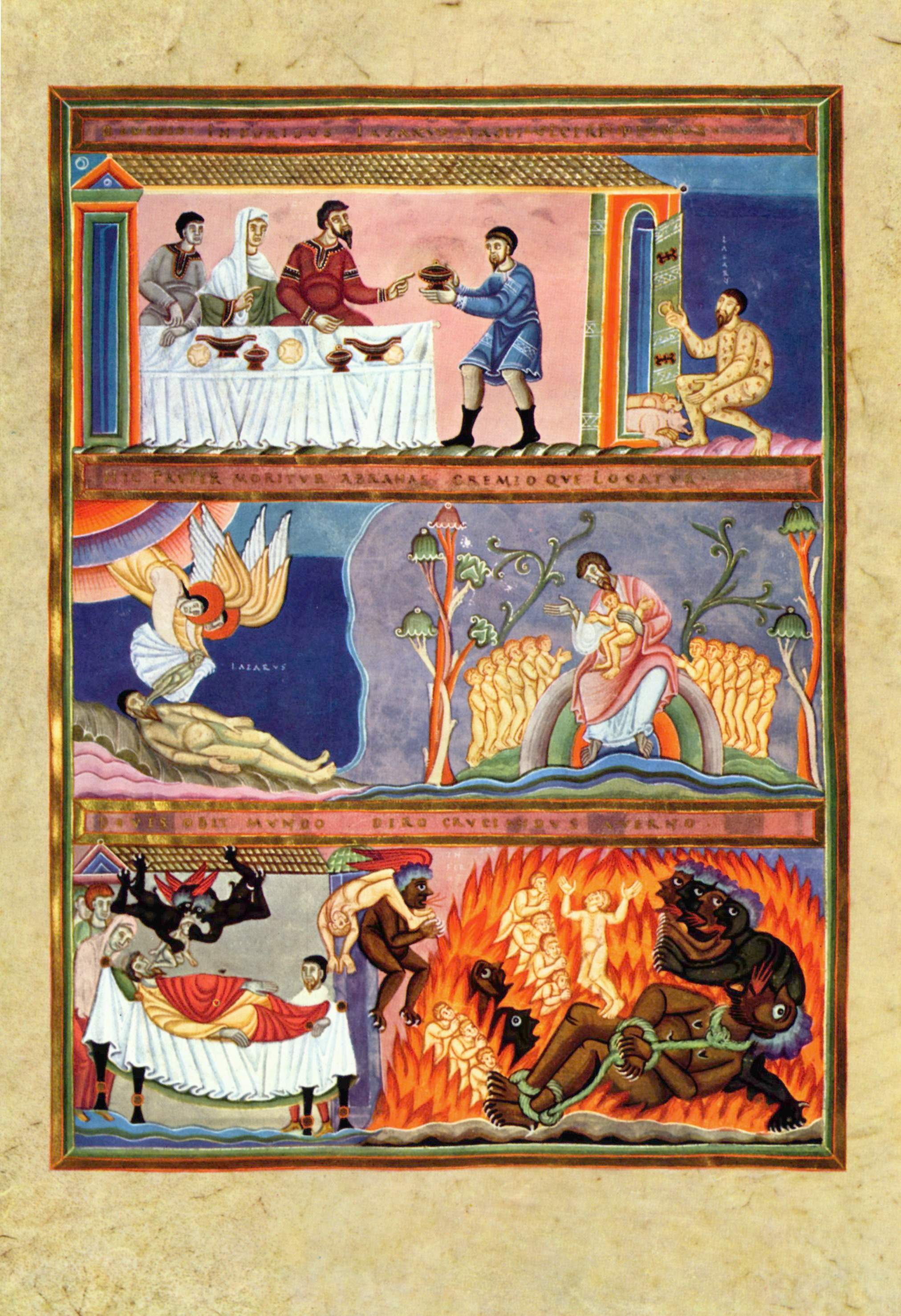
Codice aureo di Echternach, f.78r
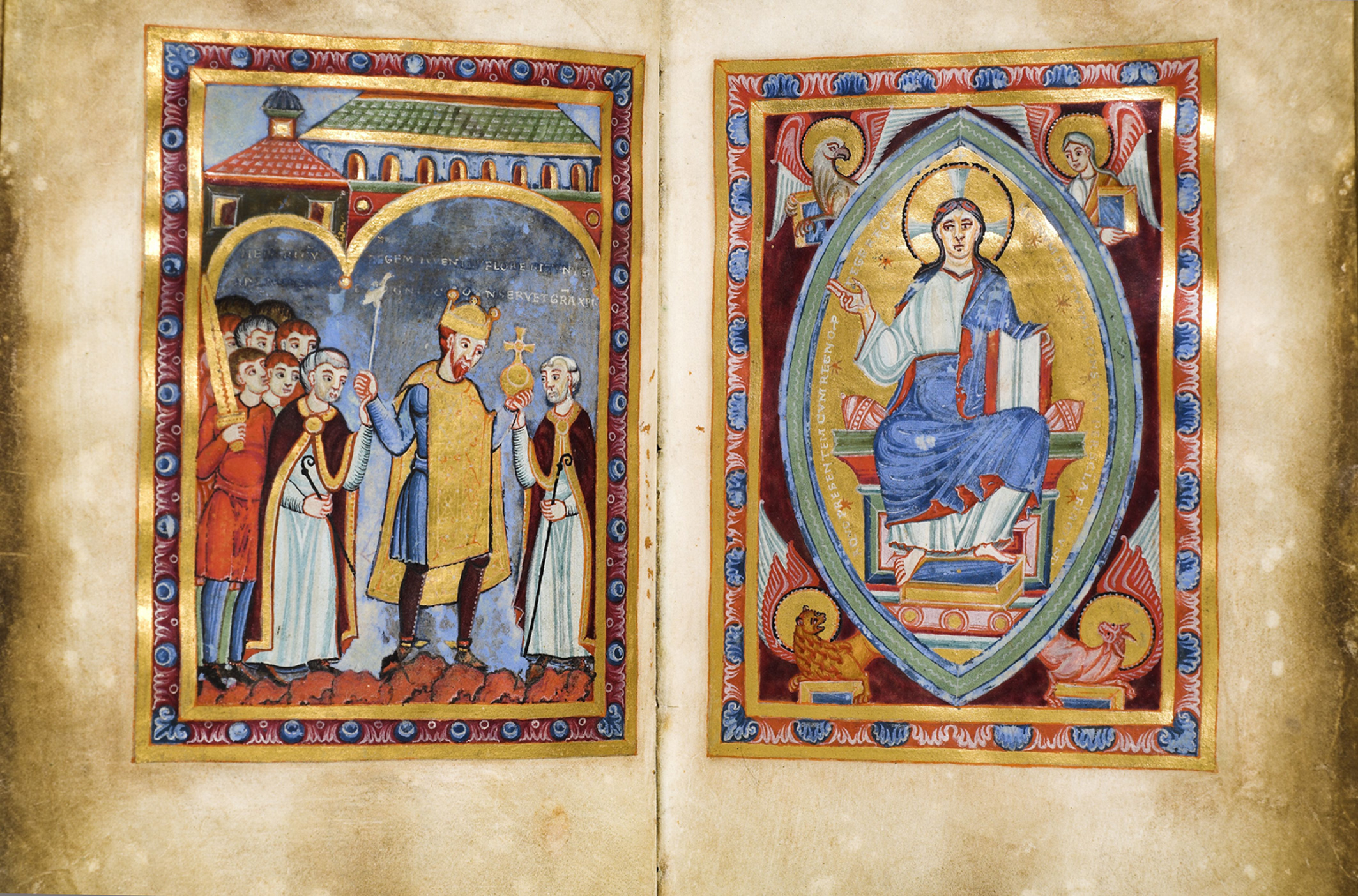
Pericope di Enrico III
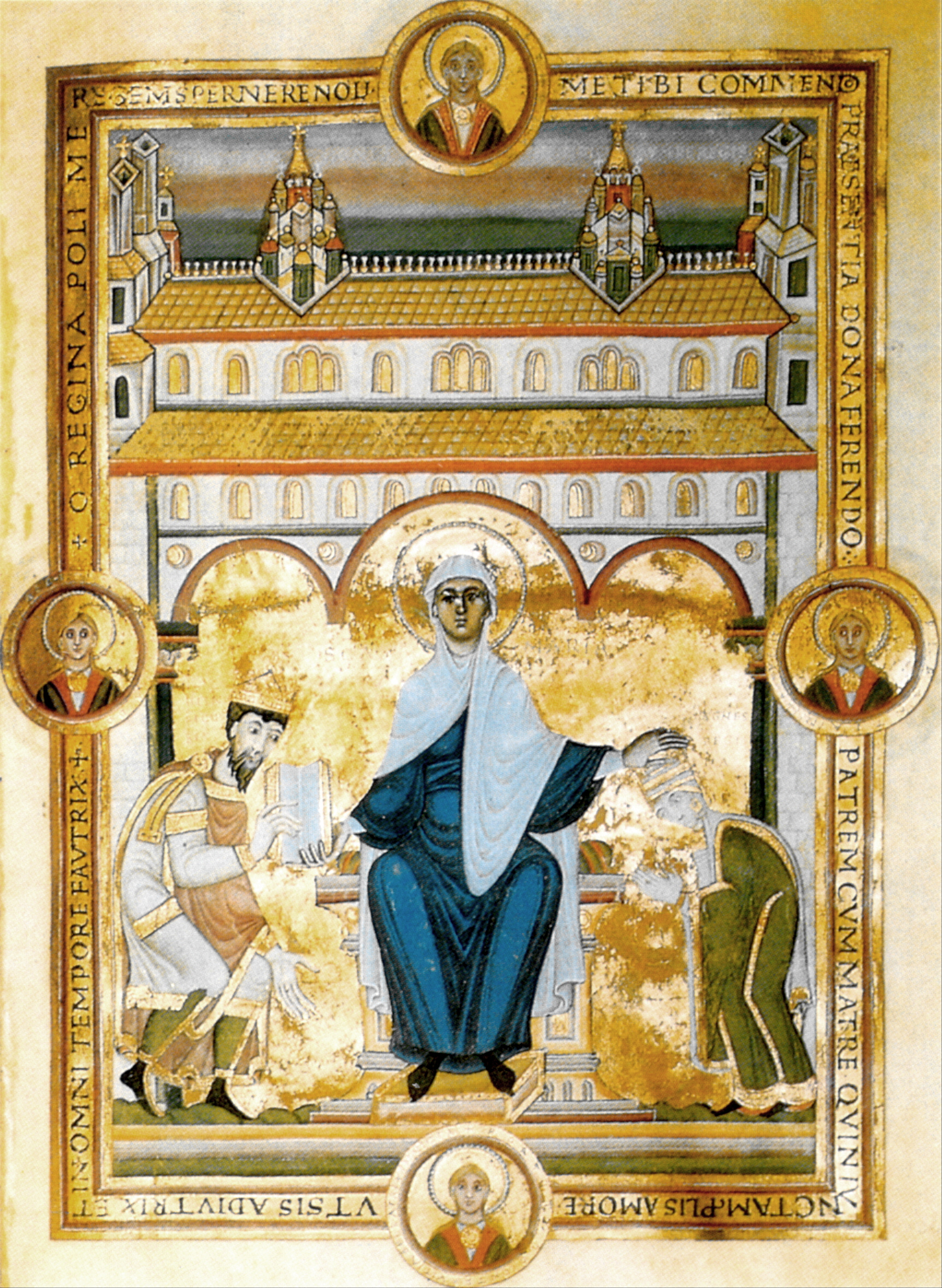
Codice aureo dell'Escorial, f.3r
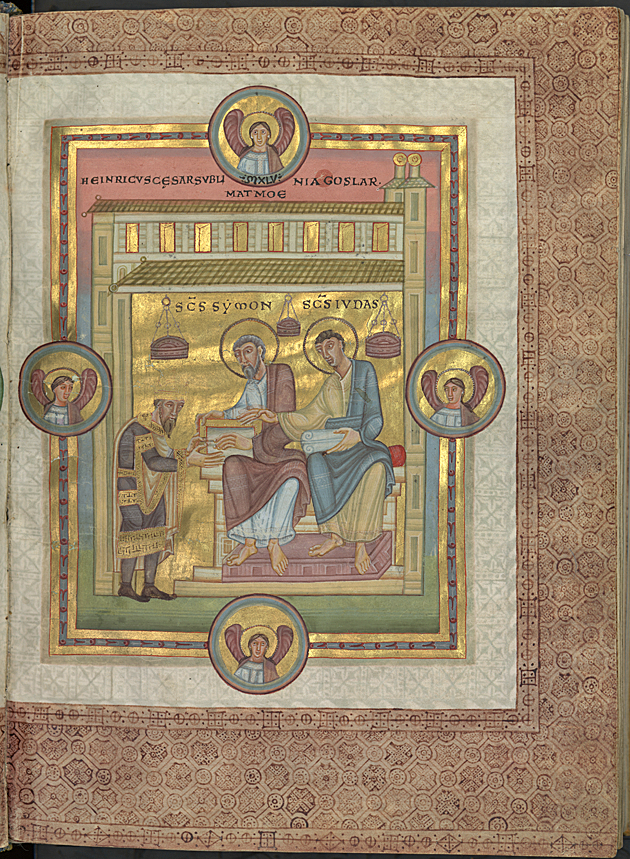
Evangeliario di Goslar, f.4r.

## Registro UNESCO
Nel 2003 la Bayerische Staatsbibliothek (BSB) propose l'inclusione nel registro "Memoria del mondo" dell'UNESCO di dieci manoscritti dello scriptorium di Reichenau risalenti al periodo ottoniano e nello stesso anno l'UNESCO confermò la registrazione perché «l'assoluta superiorità della miniatura tedesca in Europa si affermò per la prima volta durante il periodo ottoniano.» Tra questi manoscritti figurano:
- L'Evangeliario di Liutario o Ottone III (Aquisgrana)
- L'Apocalisse di Bamberga (Bamberga)
- Il Commento al Cantico dei Cantici di Bamberga (Bamberga)[83]
- Il Salterio di Egberto (Cividale del Friuli)
- Il Codice di Gerone (Darmstadt)[84]
- Il Libro della pericope di Enrico II (Monaco di Baviera)
- L'Evangeliario di Ottone III (Monaco di Baviera)
- L'Evangeliario del Duomo di Bamberga (Monaco di Baviera)[85]
- Il Vangelo di Poussay (Parigi)
- Il Codex Egberti (Treviri)

### Esplicative
1. ↑  All'atto della sua incoronazione, Ottone I di Sassonia dichiarò di sentirsi erede di Carlo Magno - Riché 1983, p. 281

### Bibliografiche
1. 1 2 3 4 5 6 7  Ciardi Dupré 1997.
2. 1 2 3 4 5 6 7  Lorenzoni 1998.
3. 1 2  De Vecchi e Cerchiari 1999, p. 237.
4. ↑  New York, Pierp. Morgan Lib., 755
5. 1 2  Reims, Bibl. Mun., Ms. 10
6. 1 2  (LA) Jaffé P e Wattenbach W, Ecclesiae metropolitanae Colo niensis codices manuscripti, Berlino, 1874,  pp. 65-95.
7. 1 2 3 4 5 6   Meier HR, REICHENAU, in Enciclopedia dell'arte medievale, Roma, Istituto dell'Enciclopedia Italiana, 1998.
8. 1 2 3 4   Tomei A, COLONIA, in Enciclopedia dell'arte medievale, Roma, Istituto dell'Enciclopedia Italiana, 1994.
9. 1 2   Speciale L, MAGONZA, in Treccani.it – Enciclopedie on line, Roma, Istituto dell'Enciclopedia Italiana, 1997.
10. 1 2 3   Speciale L, RATISBONA, in Enciclopedia dell'arte medievale, Roma, Istituto dell'Enciclopedia Italiana, 1998.
11. ↑  (EN) Nightingale J, Monasteries and Patrons in the Gorze Reform. Lotharingia c. 850–1000, Oxford University Press, 2001, ISBN 0-19-820835-9.
12. ↑  Nordenfalk 1988, pp. 112-113.
13. ↑  Riché 1983, pp. 383-384.
14. ↑  BSB, Clm 4453
15. ↑  Tesoro della cattedrale di Aquisgrana, inv. Grimme Nr. 25
16. ↑  Riché 1983, pp. 385-386.
17. ↑  Mütherich 1973, pp. 88-93.
18. ↑  Museo Condé, Ms 14bis.
19. 1 2  (EN) Nordenfalk C, The Chronology of the Registrum Master, in Rosenauer A e Weber G (a cura di), Kunsthistorische Forschungen Otto Pächt zu Ehren 70. Geburtstag, Salisburgo, 1972,  pp. 62-76.
20. 1 2  Nordenfalk 1988, p. 111.
21. 1 2  Archivio Segreto Vaticano, AA. Arm. LXVIII-XVIII Ottonianum
22. ↑  Nordenfalk 1988, p. 117.
23. ↑  Cividale del Friuli, Museo Archeologico Nazionale, Ms.136
24. ↑  Nordenfalk 1988, pp. 117-118.
25. ↑  Mütherich 1973, pp. 95-96.
26. ↑  Nordenfalk 1988, pp. 119-120.
27. 1 2 3   Ronig F, MAESTRO del REGISTRUM GREGORII, in Enciclopedia dell'arte medievale, Roma, Istituto dell'Enciclopedia Italiana, 1997.
28. ↑  Nordenfalk 1988, pp. 120-121.
29. ↑  Praga, Kapitulni Knihovna, Cim. 2
30. ↑  Morgan Library & Museum M. 755
31. ↑  British Library, Egerton 768
32. ↑  Walters Art Museum, (W751)
33. ↑  Biblioteca dell'Università di Kassel, Ms. Theol. fol. 60
34. ↑  Mütherich 1973, pp. 101-107.
35. ↑   Speciale L, CORVEY, Abbazia, in Enciclopedia dell'arte medievale, Roma, Istituto dell'Enciclopedia Italiana, 1994.
36. ↑  Hildesheim, Diözesanmus. mit Domschatzkammer, 18
37. ↑  Hildesheim, Diözesanmus. mit Domschatzkammer, 19
38. ↑  Hildesheim, Diözesanmus. mit Domschatzkammer, 61
39. ↑  Hildesheim, Diözesanmus. mit Domschatzkammer, 33
40. ↑  Mütherich 1973, pp. 108-111.
41. ↑   Kuder U, HILDESHEIM, in Enciclopedia dell'arte medievale, Roma, Istituto dell'Enciclopedia Italiana, 1996.
42. ↑  (DE) Zeittafel zur Geschichte der Abtei St.Gallen (PDF), su sg.ch, Staatskanzlei St. Gallen. URL consultato il 25 gennaio 2015 (archiviato dall'url originale il 24 settembre 2015).
43. ↑  Biblioteca di Stato di Bamberga, Msc. Biblio. 140
44. ↑  Treviri Stadtbibliothek, Cod. 24
45. ↑  Nordenfalk 1988, pp. 121-122.
46. ↑  Darmstadt, Hessische Landes- und Hochschulbibl., 1948
47. ↑  Heidelberg, Universitätsbibl., Sal. IX b
48. ↑  Soletta, Zentralbibl., U 1
49. ↑  BNF, lat. 10514
50. ↑  BSB, Clm 4452
51. ↑  Nordenfalk 1988, pp. 123-124.
52. ↑  Colonia, Erzbischöfliche Diözesan- und Dombibl., Metr. 218
53. ↑  Colonia, Erzbischöfliche Diözesan- und Dombibl., Metr. 12
54. ↑  Mayr-Harting 1991, I, p. 24ss.
55. ↑  Mayr-Harting 1991, I, p. 39ss.
56. ↑  Mayr-Harting 1991, II, p. 99.
57. ↑  Colonia, Historisches Arch. der Stadt, W 312
58. ↑  BNF, lat. 817
59. ↑  Darmastadt, Landesbib., Ms. 1640
60. 1 2  Nordenfalk 1988, pp. 125-126.
61. ↑  (DE) Bischoff B, Karl der Grosse. Werk und Wirkung, Cat., Aquisgrana, 1965,  p. 204 nr. 363.
62. ↑  Wolfenbüttel, Niedersächsisches Staatsarchiv 6 Urk. 11
63. ↑  BSB, Clm 30111
64. ↑  Monaco, Schatzkammer der Residenz
65. ↑  Nordenfalk 1988, pp. 127-128.
66. ↑  (DE) Bierbrauer K, Die Regensburger Buchmalerei des 8. und 9. Jahrhunderts, in Regensburger Buchmalerei. Von frühkarolingischer Zeit bis zum Ausgang des Mittelalters, cat. (Regensburg 1987), Monaco di Baviera, 1987,  pp. 15-22.
67. ↑  BEB Clm. 14000
68. ↑  BEB, Clm. 4456
69. ↑  BAV, Ottobon Lat. 74
70. ↑  BEB, Clm.13601, f.4
71. ↑  Nordenfalk 1988, pp. 128-131.
72. ↑  BSB, Clm 15713
73. ↑  New York, Morgan Library & Museum, M. 781
74. ↑  New York, Morgan Library & Museum, M. 780
75. ↑  Nordenfalk 1988, pp. 132-133.
76. ↑   Fabiano S, BERTOLD, in Enciclopedia dell'arte medievale, Roma, Istituto dell'Enciclopedia Italiana, 1992.
77. ↑  Nordenfalk 1988, pp. 133-134.
78. ↑  Norimberga, Germanisches Nationalmus., 156142
79. ↑  Brema, Stadtbibl. cod. B.21
80. ↑  Escorial, Bibl., Vitr. 17
81. ↑   Antetomaso E, LUSSEMBURGO, in Enciclopedia dell'arte medievale, Roma, Istituto dell'Enciclopedia Italiana, 1997.
82. ↑  UNESCO.
83. ↑  Biblioteca di Stato di Bamberga, Msc. Biblio. 22
84. ↑  Landesbibliothek, Cod.1948
85. ↑  BSB, Clm 4454